# Operation Market Garden
1944: Overlord · Dragoon · Mons · Market Garden · Scheldemündung · Aachen · Hürtgenwald · Queen · Elsass-Lothringen · Ardennen
1945: Nordwind · Bodenplatte · Blackcock · Colmar · Veritable · Grenade · Blockbuster · Lumberjack · Undertone · Plunder · Flashpoint · Aschaffenburg · Würzburg · Ruhrkessel · Friesoythe · Nürnberg
Operation Market Garden war der Deckname für eine Luft-Boden-Operation der Alliierten im Zweiten Weltkrieg. Sie fand zwischen dem 17. und dem 27. September 1944 in den niederländischen Provinzen Noord-Brabant und Gelderland (und in äußerst geringem Umfang am Niederrhein in Deutschland) statt und hatte das Ziel, den deutschen Westwall zu umgehen und den britischen und amerikanischen Truppen einen raschen Vorstoß ins Deutsche Reich zu ermöglichen.
Der Plan bestand aus zwei Teilen, der Luftlandeoperation Market und der Operation Garden. Die Teiloperation Market umfasste den bis dahin massivsten Einsatz von aus der Luft abgesetzten Fallschirmjägern und ist das bis heute größte, aber auch umstrittenste Luftlandeunternehmen geblieben. In drei Wellen wurden zwischen dem 17. und dem 23. September 1944 insgesamt 39.620 Fallschirmjäger hinter den feindlichen Linien abgesetzt. Nur die Operation Varsity vom 24. März 1945, während der im Rahmen der Rheinüberquerung 14.365 Soldaten landeten, übertraf die Anzahl der innerhalb eines Tages abgesetzten Luftlandetruppen.
Später meinte Eisenhower, die Operation sei zu 50 Prozent ein Erfolg gewesen: Zwar verschoben die Alliierten die Frontlinie von Belgien aus nördlich bis Nimwegen, aber das Ziel, die deutschen Verteidigungslinien durch Überschreiten des Nederrijn bei Arnheim zu umgehen, wurde nicht erreicht. Der unerwartet starke deutsche Widerstand in Arnheim verhinderte die Einnahme der wichtigen Rheinbrücke. Die Alliierten mussten sich schließlich unter hohen Verlusten an Menschen und Material zurückziehen. Laut Montgomery war die Operation sogar ein 90-prozentiger Erfolg, was den Prinzen der Niederlande zu der sarkastischen Äußerung veranlasste, sein Land werde wohl keinen zweiten Erfolg Montgomerys überstehen.

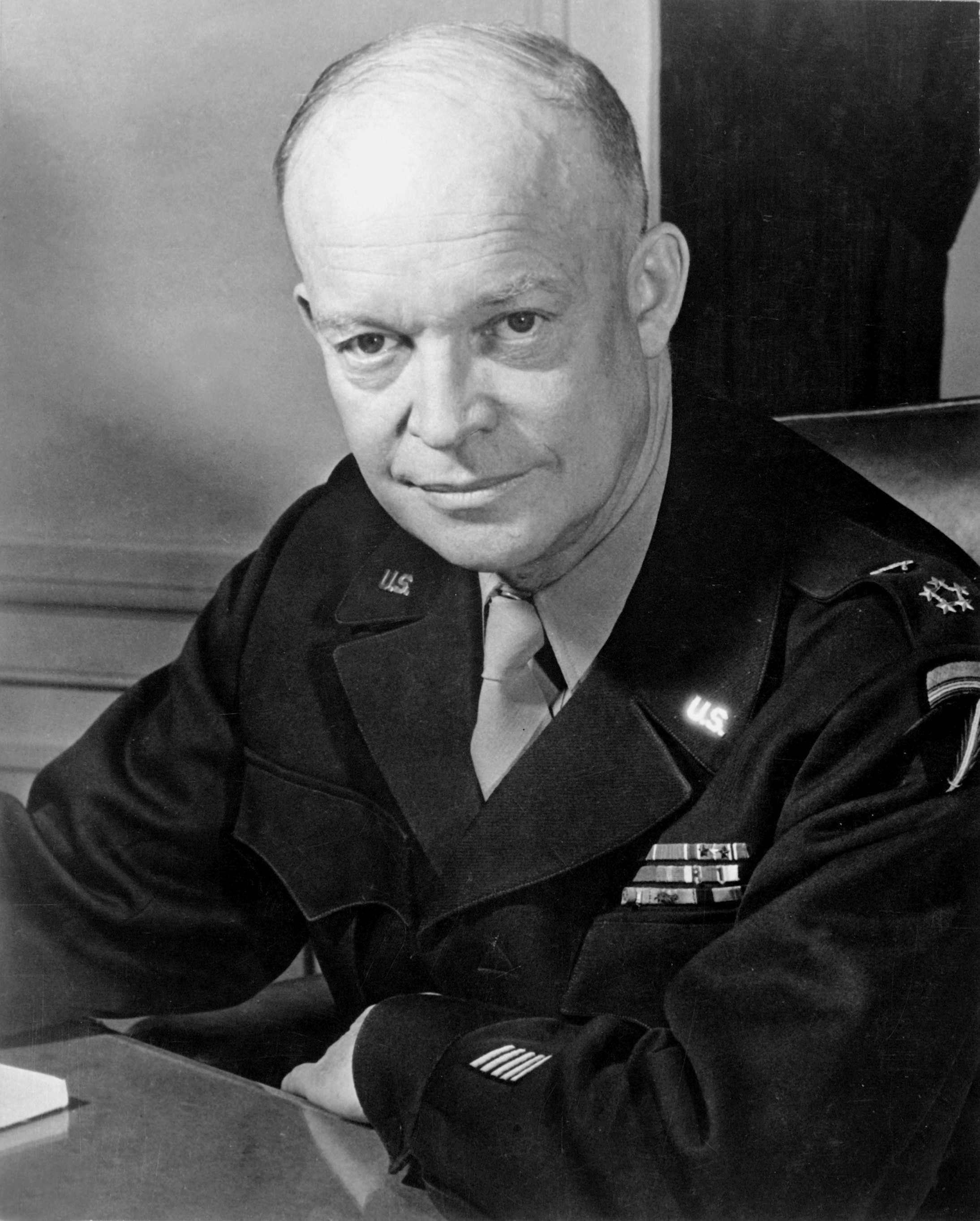
General Dwight D. Eisenhower (Vereinigte Staaten) Oberbefehlshaber der alliierten Streitkräfte in Europa
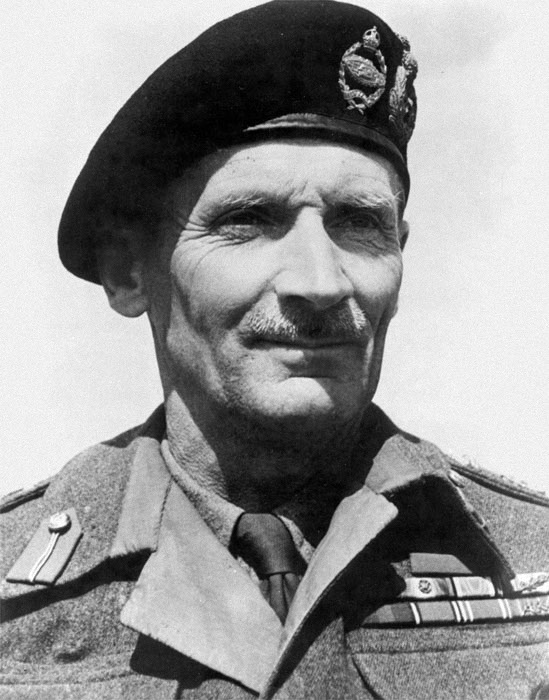
Feldmarschall Bernard Montgomery (Großbritannien) Oberkommandierender der britisch-kanadischen 21st Army Group
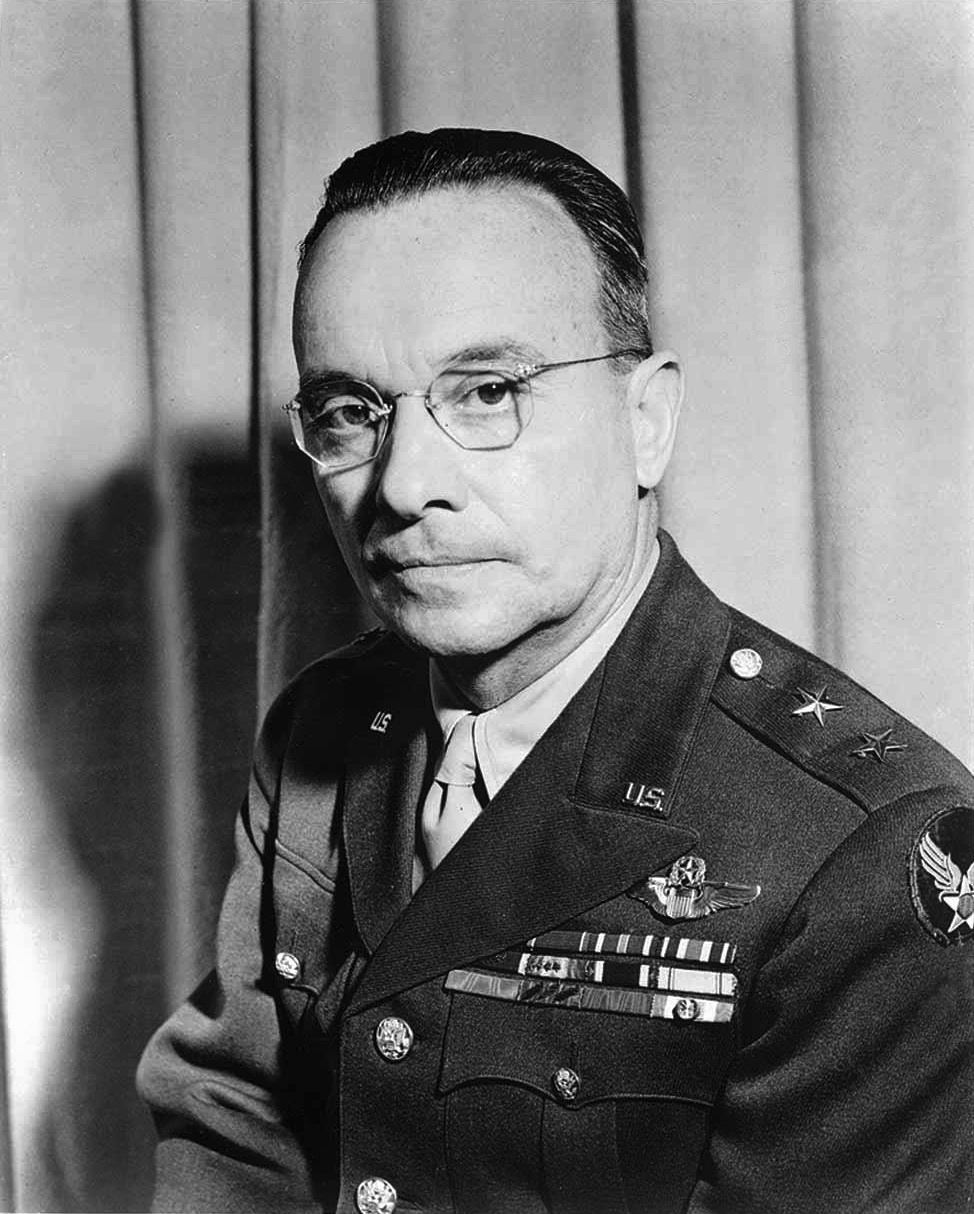
Generalleutnant Lewis H. Brereton (Vereinigte Staaten) 1. Alliierte Luftlandearmee
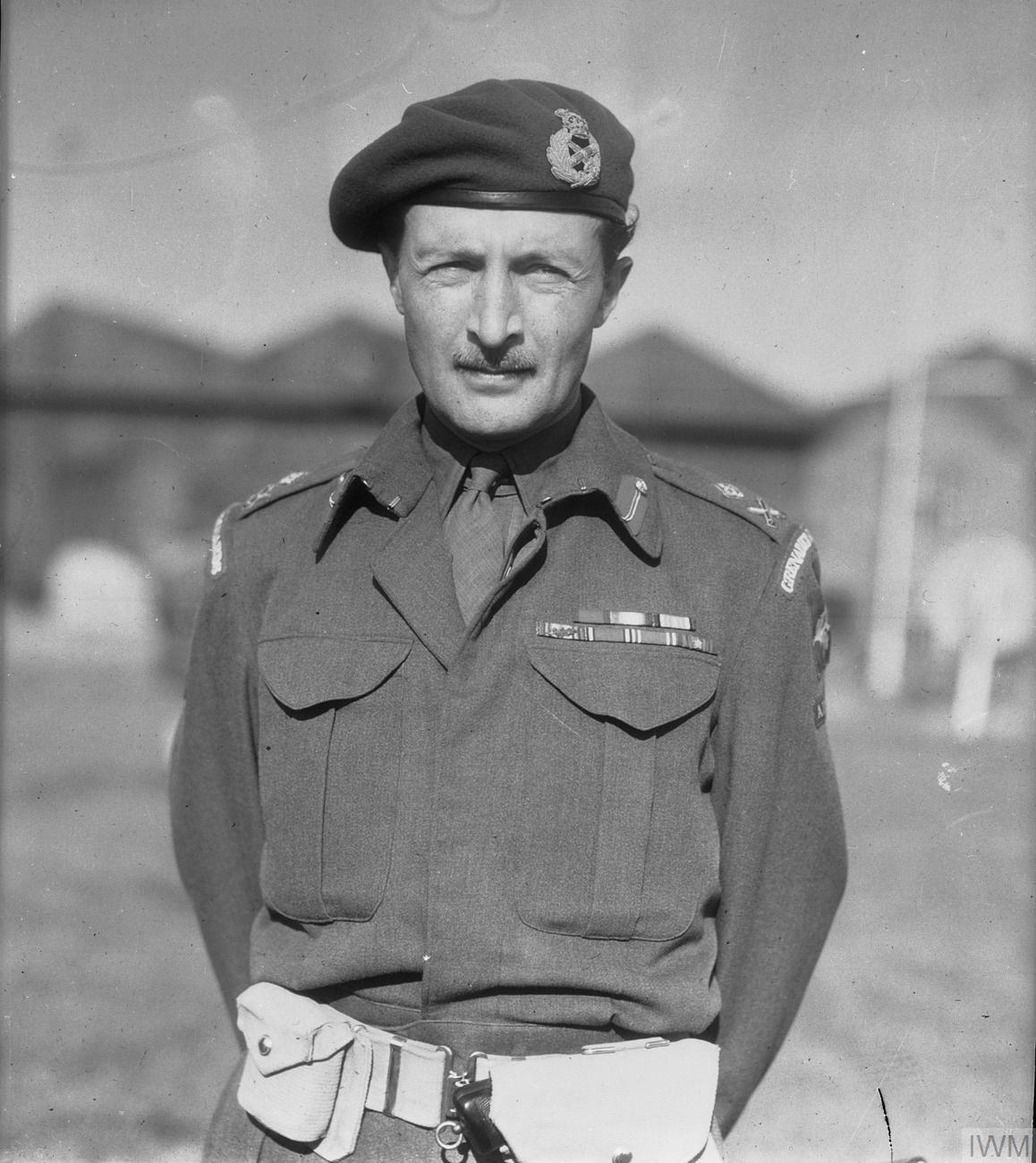
Generalleutnant Frederick Browning (Großbritannien) 1. britisches Luftlandekorps
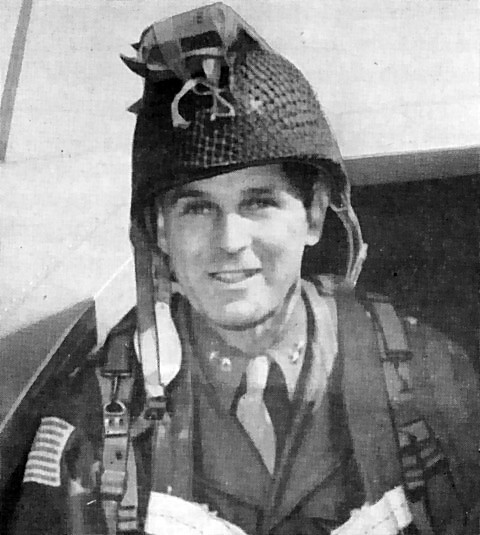
Generalmajor Maxwell D. Taylor (Vereinigte Staaten) 101. US-Luftlandedivision
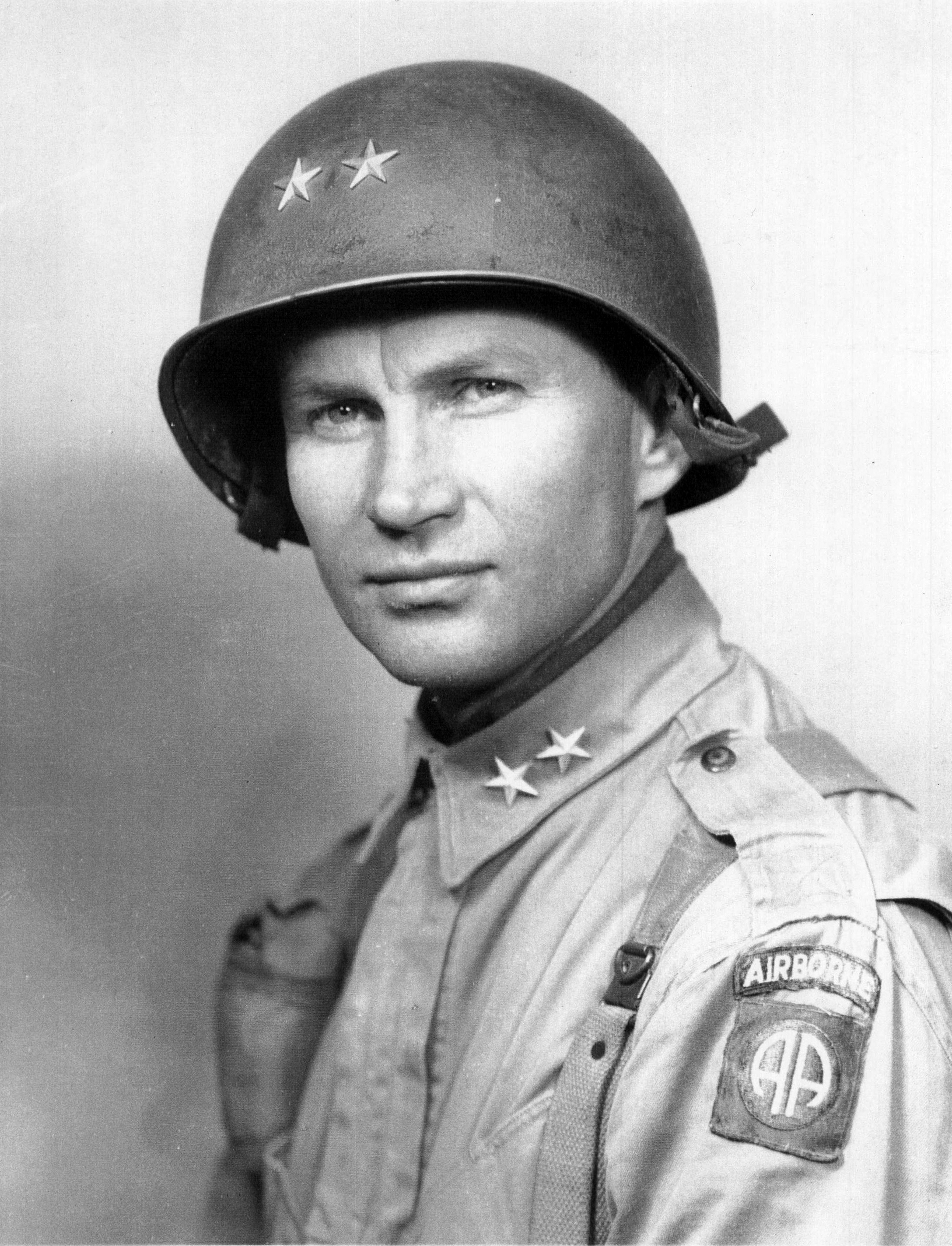
Brigadegeneral James M. Gavin (Vereinigte Staaten) 82. US-Luftlandedivision
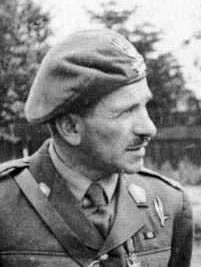
General Stanisław Franciszek Sosabowski (polnische Exilarmee) Befehlshaber der 1. Polnischen Luftlandebrigade
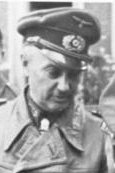
Generalfeldmarschall Walter Model (Deutsches Reich) Heeresgruppe B

## Die Planung
Nach der erfolgreichen Landung in der Normandie (ab 6. Juni 1944), der Landung an der Rhonemündung (Operation Dragoon ab 15. August 1944) und der darauf folgenden weitgehenden und relativ schnellen Befreiung Frankreichs fühlten sich die Westalliierten bestärkt, einen risikoreichen Plan, der aber ein schnelles Ende des Krieges in Aussicht stellte, für ein frühzeitiges Überschreiten des Nederrijn auszuarbeiten. Dieser Plan sah die Besetzung der Rheinbrücke in Arnheim sowie mehrerer weiterer Brücken über vorgelagerte Flüsse und Kanäle durch Luftlandekräfte vor. Dabei war klar, dass dies nur für eine kurze Zeit möglich sein konnte und dass darin das größte Risiko der Operation lag. Dieser Teil des Plans hatte den Namen Market. Die von den Luftlandekräften gehaltenen Brücken sollten dann so schnell wie möglich von Landstreitkräften überschritten und der gewonnene Raum somit dauerhaft gehalten werden. Dieser Teil des Plans hatte den Namen Garden. Das Überschreiten des Rheins, der ein natürliches, schwer überwindbares Hindernis zum deutschen Kernland bildete, sollte die Invasion Deutschlands noch im Jahr 1944 ermöglichen.
Während des westalliierten Vormarsches über Nordfrankreich nach Belgien verschlechterte sich die Nachschubsituation (→ Red Ball Express); die „Operation Market Garden“ nahm nun mehr und mehr Gestalt an. Dazu kam der sich verfestigende deutsche Widerstand, so dass die Armee zum Halten gezwungen war. Generalfeldmarschall Model, dem seit dem 17. August 1944 die deutsche Heeresgruppe B unterstand, war es in relativ kurzer Zeit gelungen, seine Einheiten umzuorganisieren.
Beginnend im August 1944 entwickelte Montgomery den Plan, mit seiner 21. Heeresgruppe und mit Unterstützung der 1. US-Armee (Generalleutnant Courtney H. Hodges) über Nordfrankreich, Belgien und die Niederlande von Nordwesten her ins Deutsche Reich vorzudringen, da für einen schnellen gemeinsamen Vorstoß aller drei Heeresgruppen über die gesamte Frontlänge nicht genügend Nachschub in kurzer Zeit verfügbar war. Omar Bradley dagegen, der Kommandeur der 12. US-Heeresgruppe, sprach sich für einen Vorstoß der 3. US-Armee unter Generalleutnant George S. Patton durch Lothringen und ins Saarland aus.
Der Angriff am Nederrijn versprach, mehrere Vorteile zu verbinden: Ein Gelingen der Operationen hätte bei der Umgehung des Westwalls zu einem alliierten Brückenkopf über den Rhein bei Arnheim geführt, noch bevor die sich zurückziehenden Deutschen eine hinreichende Verteidigung hätten aufbauen können. Ein schneller Vorstoß der Alliierten in die Richtung der wichtigen Industrieanlagen des Ruhrgebiets wäre dann möglich geworden. Dadurch wäre dem Deutschen Reich eine Fortsetzung des Krieges wirtschaftlich weitgehend unmöglich gemacht worden. Die deutsche 15. Armee in den Niederlanden wäre eingeschlossen worden, gleichzeitig wären die auf London und Paris gerichteten V2-Angriffe unterbunden und die alliierte Nachschubsituation durch die Sicherung der Zufahrt zum Hafen von Antwerpen über die Schelde verbessert worden. Das Angriffsgebiet lag zudem in günstiger Reichweite für die von England aus operierenden alliierten Luftstreitkräfte.
Am 10. September entschied sich Eisenhower, den Plan Montgomerys anzunehmen und dabei die Anfang August in Großbritannien aufgestellte 1. Alliierte Luftlandearmee einzusetzen. Er sah sich auch dem Druck der US-Regierung ausgesetzt, bis zum Ende des Krieges eine erfolgreiche große Luftlandeoperation durchzuführen, wie sie den Deutschen auf Kreta während des Unternehmens Merkur gelungen war. Allerdings reservierte er einen Teil der alliierten Lufttransportkapazität für die Versorgung der amerikanischen Armeen im Süden.

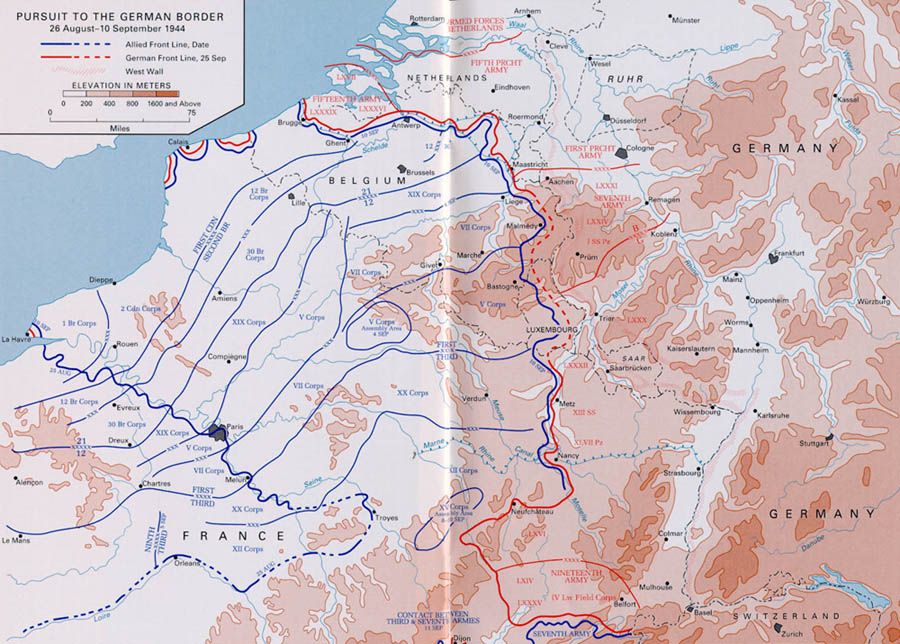
Vorstoß der alliierten Armeen zur deutschen und niederländischen Grenze nach dem Fall von Paris

### Operation Market
Für diesen Teil war das Absetzen von mehr als drei Divisionen der 1. Alliierten Luftlandearmee unter Generalleutnant Brereton nahe Eindhoven, Nimwegen und Arnheim vorgesehen, um die niederländischen Brücken über die Flüsse Maas, Waal, den Nederrijn sowie mehrere Kanäle zu nehmen. Diese Einheiten waren die 101. US-Luftlandedivision unter Generalmajor Taylor, die 82. US-Luftlandedivision unter Brigadegeneral Gavin, die britische 1. Luftlandedivision unter Generalmajor Urquhart und die polnische 1. Fallschirmjägerbrigade unter Generalmajor Sosabowski. Das operative Kommando über diese Einheiten in Stärke von 34.600 Mann lag während der Operation beim britischen I. Luftlandekorps unter General Browning.
Als entscheidend wurde der detailliert ausgearbeitete Zeitplan angesehen, der vorsah, dass das XXX. Korps nach drei Tagen die britischen Fallschirmjäger in Arnheim erreicht haben sollte. Dies war aber nur unter der Annahme realistisch, dass die Wehrmacht oder die Waffen-SS in den betroffenen Gebieten nicht mehr über schlagkräftige Einheiten verfügte. Vereinzelte Aufklärungsergebnisse sprachen gegen diese Annahme; diesbezügliche Bedenken wurden von der alliierten Führung jedoch verworfen.
Durch die zu überbrückende Distanz von den englischen Flugplätzen bis zu den Landezonen und die bereits kürzer werdende Tageslichtphase waren drei Tage mit je einem Anflug geplant, da mehr Flüge zu vermehrten Ausfällen durch die Erschöpfung der Piloten und Besatzungen führen würden. Am vierten Tag waren Nachschubflüge eingeplant und für den fünften und sechsten Tag war angekündigt, die 52. Division auf Landeplätzen nördlich von Arnheim einzufliegen.

## Die Landezonen

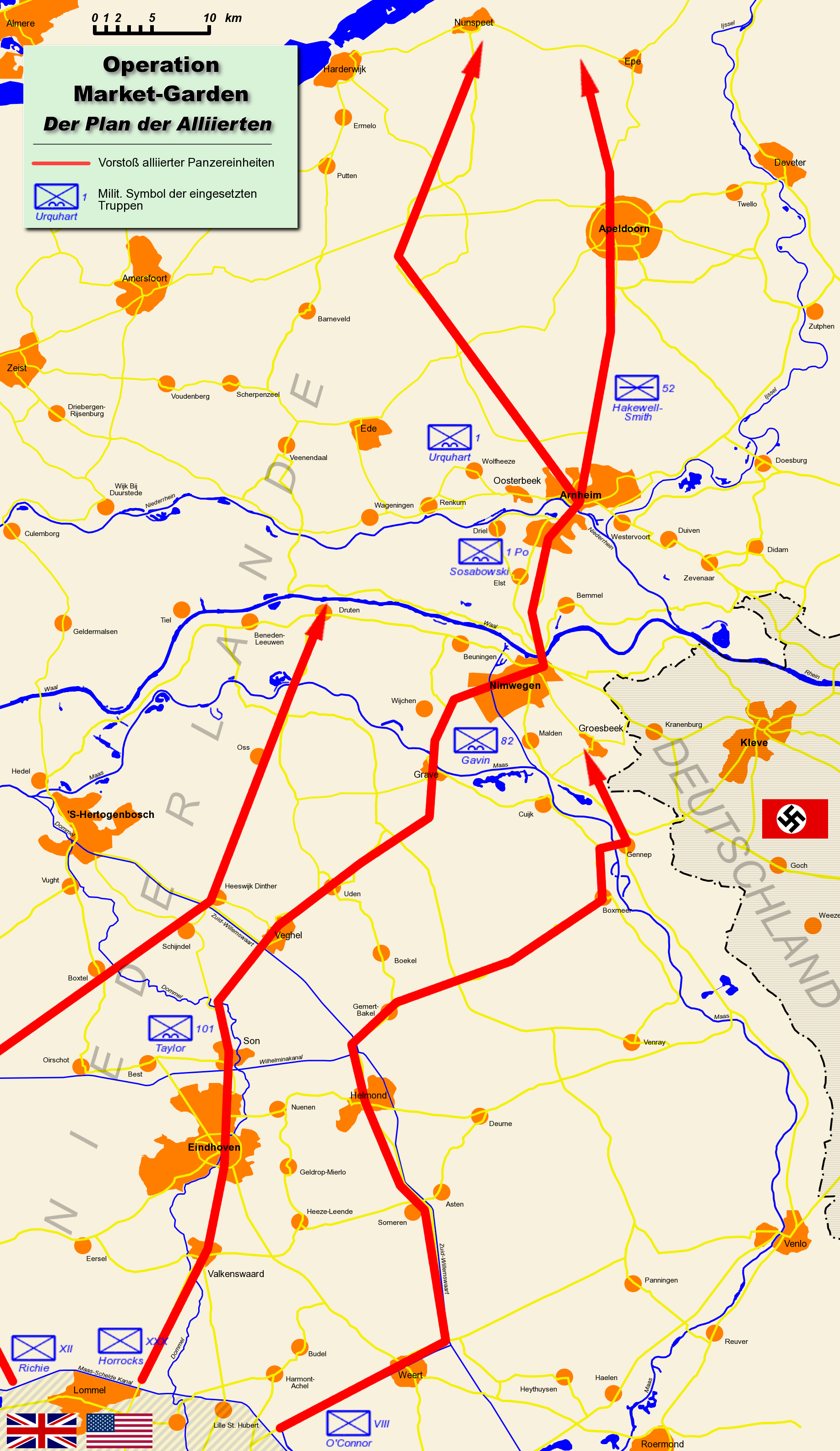
Der Plan der Alliierten

Für die Landungen der Fallschirmeinheiten waren kompakte Landezonen vorgesehen, die jeweils etwa 10 Kilometer vom eigentlichen Ziel entfernt lagen. In einem schnellen Vorstoß sollte dann das Ziel eingenommen werden. Innerhalb der drei Tage musste jede der Divisionen einen Bereich mit einem Radius von etwa 20 Kilometern um das Ziel halten.

### Eindhoven
Die erste und südlichste Landezone war für die 101. US-Luftlandedivision unter Generalmajor Maxwell Taylor nördlich von Eindhoven vorgesehen. Die Division sollte Brücken über die Aa, den Willemskanal, die Dommel bei Sint-Oedenrode und den Wilhelminakanal bei Son einnehmen und sich anschließend der Einnahme von Eindhoven zuwenden. Damit war für die 101. ein Bereich von nahezu 65 Kilometern von Eindhoven bis nach Grave zu kontrollieren. Auf Einspruch des britischen Generals Miles Dempsey wurde es der 101. erlaubt, bei Veghel zu halten. Allerdings entstand dadurch eine etwa 20 Kilometer breite Lücke zum nächsten Verteidigungsbereich, der von der 82. US-Luftlandedivision gehalten werden sollte.

### Nimwegen
Auch die 82. US-Luftlandedivision hatte einen großen Bereich zu kontrollieren. Vorrangig waren die Groesbeek-Höhen einzunehmen, ein bewaldeter Bezirk etwa zwölf Kilometer östlich von Nimwegen. Die Brücken über die Maas, den Maas-Waal-Kanal und vor allem die Waalbrücke im Zentrum von Nimwegen waren als die endgültigen Ziele der 82. vorgesehen.

### Arnheim
Das Heideland westlich von Arnheim war als Landezone für die britische 1. Luftlandedivision vorgesehen. Ihre Hauptziele waren die Straßenbrücke im Stadtzentrum, die heutige John Frostbrug, die westlich über den Nederrijn führende Eisenbahnbrücke und eine Pontonbrücke, die gegen Ende der Operation abgebaut werden sollte. Um also von Süden ausgehend auf die rechte deutsche Rheinseite (mit dem Ruhrgebiet) zu gelangen, ist eine Überquerung sowohl der Waal (etwa bei Nimwegen) als auch des Leks (oder Nederrijns, wie bei Arnheim) erforderlich.

### Operation Garden
| XXX Corps                                                | XII Corps                         | VIII Corps             |
| -------------------------------------------------------- | --------------------------------- | ---------------------- |
| 2nd Household Cavalry Regiment, Guards Armoured Division | 7th Armoured Division             | 11th Armoured Division |
| 43rd (Wessex) Infantry Division, 8th Armoured Brigade    | 15th (Scottish) Infantry Division | 3rd Infantry Division  |
| 50th (Northumbrian) Infantry Division                    | 53rd (Welsh) Infantry Division    | 4th Armoured Brigade   |
| Königlich Niederländische- Brigade „Prinses Irene“       |                                   | 1. Belgische Brigade   |

Durch den neu geschaffenen Korridor der Operation Market sollten Streitkräfte der britischen 2. Armee – genauer das XXX. Korps unter Lieutenant General Brian Horrocks – mit Flankenschutz durch das VIII. und XII. Korps vom belgischen Maas-Schelde-Kanal südlich von Eindhoven in zwei bis vier Tagen 160 Kilometer bis zur Linie Nunspeet–Epe–IJssel vorstoßen. Diese Zeit war vorgesehen, da trotz des zu durchquerenden flachen Landes die sandige Erde, viele Plantagen, kleinere Wälder, Flüsse und Bäche den Vormarsch behindern würden.
War erst einmal Kontakt mit der ersten Luftlandeeinheit geschlossen, sollte diese unter das eigene Kommando gestellt werden. Mögliche zerstörte Brücken wären durch einen geeigneten von der 43. Division zu bauenden Übergang zu ersetzen. Die Panzereinheiten waren angewiesen, die Flussufer abzusichern.
Zum Frontdurchbruch war die Kampfgruppe „Walther“ des deutschen LXXXVI. Korps zu überwinden, die mit zehn vom Kampf geschwächten Bataillonen und zehn Artilleriegeschützen unmittelbar vor der Durchbruchzone lag.
Für den 17. September waren von den Meteorologen mindestens zwei Schönwettertage angekündigt, so dass dieser Termin als erster Landungstag gewählt wurde.

### Die Voraufklärung
Bedingt durch eine mangelnde Koordination zwischen dem SHAEF, der 21. Heeresgruppe und der 1. Alliierten Luftlandearmee, kam es zu schwerwiegenden Aufklärungs- und Übermittlungsfehlern. Die Alliierten rechneten bei Arnheim lediglich mit einigen Volkssturmeinheiten und Hitlerjungen als Gegner, da reguläre deutsche Einheiten sich entweder an der Front befänden oder zur Umgruppierung hinter die deutsche Grenze zurückgezogen hätten.
Als Anfang September vom niederländischen Widerstand die Verlegung von Teilen des II. SS-Panzerkorps unter SS-Obergruppenführer Wilhelm Bittrich in das Gebiet um Arnheim gemeldet wurde, herrschte die Meinung vor, die Kampfstärke dieser Einheiten sei aufgrund ihrer vorherigen Verluste an Personal und schwerer Ausrüstung zu gering und sie selbst zu weit auseinandergezogen, um den Erfolg der Operation ernsthaft zu gefährden. Obwohl die alliierte Luftaufklärung in der Woche vor dem Angriff die Anwesenheit deutscher Panzer festgestellt hatte, fand diese Information bei der Planung der folgenden Phase keine Berücksichtigung mehr.

## Die Situation der deutschen Streitkräfte
Deutschland hatte keinen Gegenplan zur Operation Market Garden. Zwar wurde am Maas-Schelde-Kanal bei Lommel und Neerpelt mit einem Durchbruch gerechnet, aber wegen mangelnder Möglichkeiten zur Luftaufklärung waren weder ein Termin noch die möglicherweise beteiligten Einheiten und deren Stärke bekannt. Der deutsche Verteidigungsplan zog zwei Möglichkeiten in Betracht:
- Entweder eine alliierte Küstenlandung der britischen 4. Armee (die tatsächlich nicht existierte) an der niederländischen Küste, um von dort aus die Reste der deutschen 15. Armee anzugreifen,
- oder einen alliierten Durchbruch nach Wesel (wie er nach der Operation Market Garden tatsächlich durchgeführt wurde), um von dort aus weiter zum Ruhrgebiet vorzurücken. Daher wurde auch mit einer Fallschirmlandung im Norden des Ruhrgebiets gerechnet, damit die anderen Operationen unterstützt werden konnten.

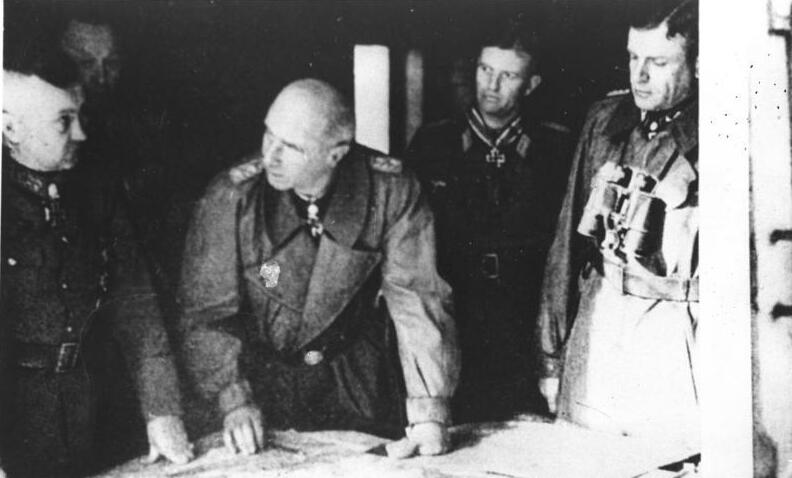
Heinz Harmel (rechts) mit Wilhelm Bittrich (Mitte) und Walter Model (links), Lagebesprechung während der Kämpfe um Arnheim, September 1944

Model bezog mit seinem Stab das Hotel De Tafelberg in Oosterbeek. Ein weiterer Teil seines Stabs kam im Hotel Hartenstein unter, östlich der britischen Landezone bei Arnheim. SS-Obergruppenführer Wilhelm Bittrich hatte sein Hauptquartier in Doetinchem, etwa 25 Kilometer östlich von Arnheim. Seine Truppen waren im gesamten Areal zwischen Arnheim und Deventer verteilt. Nördlich von Arnheim lagen die 9. und 10. SS-Panzer-Division unter SS-Obersturmbannführer Walter Harzer, deren Fahrzeuge zu Wartungszwecken nach Deutschland abrücken sollten. Die SS-Kampfgruppe „Hohenstaufen“, die das Überbleibsel der ehemaligen 9. SS-Panzer-Division „Hohenstaufen“ bildete, war mit ihren Panzern auf dem Weg nach Siegen, um dort die Fahrzeuge überholen zu lassen. Die letzten Panzer sollten am 17. September abziehen. Die 10. SS-Panzer-Division „Frundsberg“ war nach Aachen abkommandiert worden (das am 21. Oktober 1944 nach sechswöchiger Schlacht fiel).
Um mehr Reserveeinheiten zum Schutz des Ruhrgebiets abkommandieren zu können, war SS-Brigadeführer Heinz Harmel von Bittrich nach Berlin geschickt worden, um diese Bitte im SS-Hauptquartier zu unterbreiten. Währenddessen wurden alle Truppen auf ein Abrücken nach Osten vorbereitet. Von den Luftlandungen der Alliierten wurden die Deutschen beinahe völlig überrascht.

## Die Landung

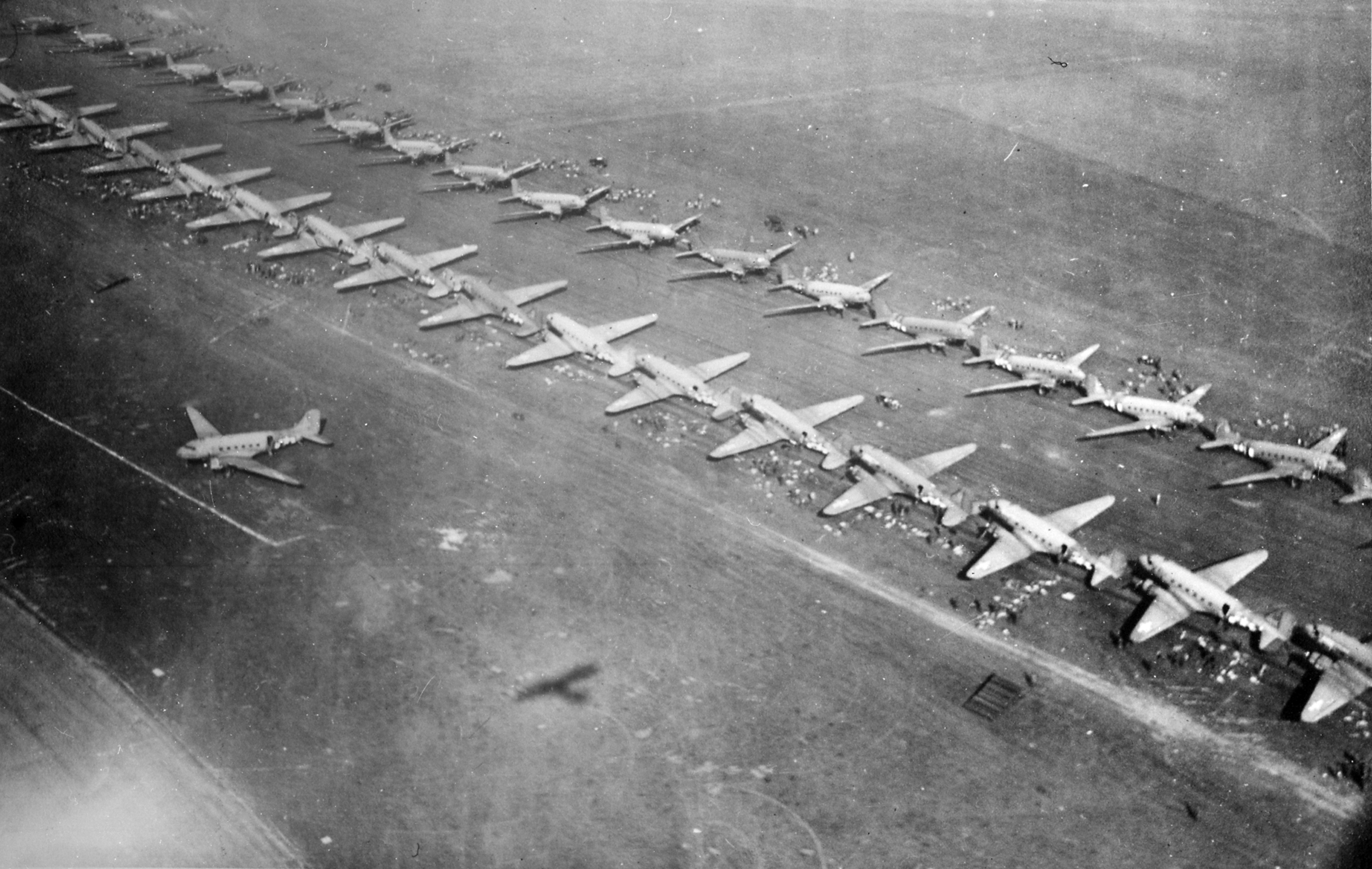
Die C-47-Transporter stehen in Großbritannien zum Abflug bereit (17. September 1944)

### Vorbereitungsaktionen
Am Samstag, dem 16. September 1944, bombardierten kurz vor Mitternacht zur Vorbereitung der Operation 200 britische Lancaster und 23 Mosquitos vier deutsche Flugfelder im Norden der Niederlande. Am nächsten Morgen flogen 822 B-17 der 8th Air Force Luftangriffe auf die 117 bekannten deutschen Flak-Stellungen, die entlang der Einflugschneisen für die Truppentransporter der Fallschirmdivisionen lagen. Weiterhin bombardierten sie Flugfelder in Eindhoven, Deelen und Ede. Als Reserveflugeinheiten waren noch 54 Lancaster mitgeflogen. Zusätzlich attackierten 85 Lancaster und 5 Mosquitos die Insel Walcheren im Süden der Niederlande. Es gab kaum nennenswerte deutsche Gegenwehr, lediglich zwei Lancaster, zwei B-17 und drei Mosquitos waren als Verlust zu verzeichnen.
Zur Unterstützung der Operation rief die niederländische Exilregierung aus London alle Transportarbeiter im Heimatland zu einem Streik auf. Bis zum Ende der deutschen Besatzung beteiligten sich 30.000 Eisenbahner an diesem Streik.

### Der Anflug (17. September)
Der 17. September war ein sonniger Tag. Die Flugzeuge mit den Lastenseglern im Schlepptau starteten gegen 9:30 Uhr von den Flugplätzen in Großbritannien. Danach folgten die Douglas DC-3/C-47 mit den an Bord befindlichen Fallschirmtruppen. Die 101. US-Luftlandedivision flog die südliche Route in die Niederlande, während die 82. US-Luftlandedivision und die britische 1. Luftlandedivision die Nordroute flogen. Die beiden Flugzeugkolonnen erstreckten sich über eine Länge von mehr als 150 Kilometern und erreichten eine Breite von nahezu fünf Kilometern. Insgesamt waren 1051 Truppentransporter und 516 Lastensegler-Schleppkombinationen auf dem Weg.
Als Geleitschutz flogen auf der Nordroute 371 Spitfire, Tempest und Mosquitos mit. Auf der Südroute schützten 548 Thunderbolts, Lightnings und Mustangs die Transportflugzeuge. Zur Sicherheit wurden die deutschen Flak-Stellungen noch einmal von 212 Thunderbolts beschossen. Gleichzeitig bombardierten 48 Mitchells und 24 Bostons militärische Einrichtungen bei Nimwegen, Deelen, Ede und Kleve.
Auch an diesem Tag gab es kaum deutsche Gegenwehr, lediglich im Raum Eindhoven gab es einige Angriffe deutscher Jagdflugzeuge. Während des Anflugs verloren die Alliierten 68 Truppentransporter und 71 Lastensegler-Schleppkombinationen. Die Royal Air Force meldete zwei und die United States Army Air Forces 18 Verluste von Jagdflugzeugen.

### Market-Landungen

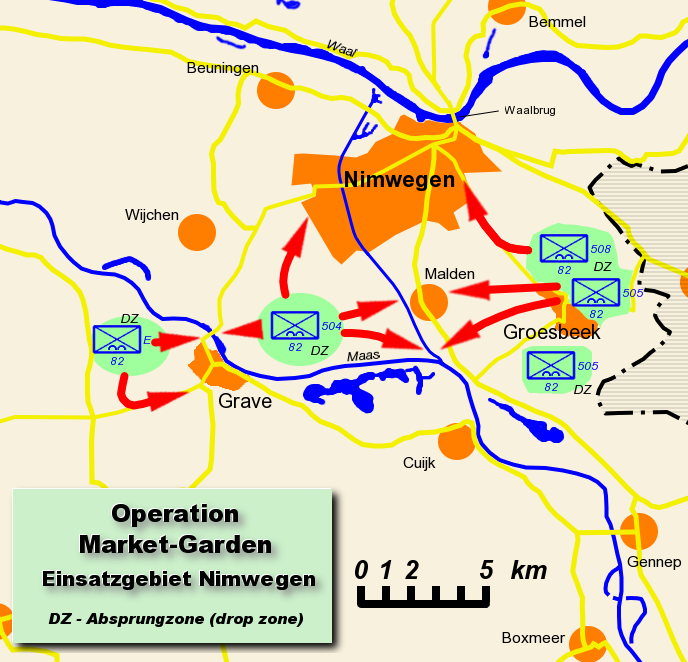
Die Landungen bei Nimwegen

Kurz nach Mittag landeten die ersten Lastensegler der britischen 1. Luftlandedivision, gefolgt von der Divisionsartillerie und den abspringenden Truppen. Es gab nur vereinzelte Gleiterverluste. Dass zwei Lastensegler mit je einem Panzerabwehrgeschütz nicht ihr Ziel erreichten, war der wohl schwerste Verlust.
In der Absprungzone Eindhoven landete das 501. Fallschirminfanterieregiment der 101. US-Luftlandedivision genau in ihrer Landezone südlich von Veghel. Das 1. Bataillon verfehlte den Landepunkt und kam bei Heeswijk auf der falschen Seite des Willemskanals und der Aa herunter. Das 502. und das 506. Regiment landeten mit dem Divisionshauptquartier nördlich des Sonschen Waldes.
Die 82. US-Luftlandedivision verlor bei ihrer Landung nur zwei DC-3. Das 504. Fallschirminfanterieregiment landete nördlich von Grave – allerdings verfehlte eine Kompanie des zweiten Bataillons das Ziel und landete westlich der Maasbrücke. Die 505. und die 508. Fallschirminfanterie kamen direkt bei den Groesbeek-Höhen herunter. Hier landete auch das 376. Fallschirmartilleriebataillon; die erste Artillerielandung, die jemals in einer Kampfsituation durchgeführt wurde. Das britische Hauptquartier landete gegen 13:30 Uhr ebenfalls bei Groesbeek. Ein kleiner Trupp der 82. marschierte auf direktem Weg zu seinem Sammelpunkt. Da das Operationsgebiet nahe der deutsch-niederländischen Grenze lag und die Grenzführung dort bis heute sehr irreführend geregelt ist, überquerten die Soldaten dieses Trupps bei Weeze als erste Alliierte die deutsche Grenze; sie verließen das Reichsgebiet nach etwa hundert Metern wieder, ohne Feindkontakt gehabt zu haben. Von dieser Begebenheit existieren keine Bilder und niemandem des Trupps war es wohl bewusst; auch die Deutschen schienen es nicht bemerkt zu haben, es fiel erst nach dem Krieg auf.
Bei Arnheim vollendeten die Briten ihre Landungen. Die britische 1. Fallschirmbrigade konnte ihre Landezone gegen 13:53 Uhr westlich von Arnheim erreichen.

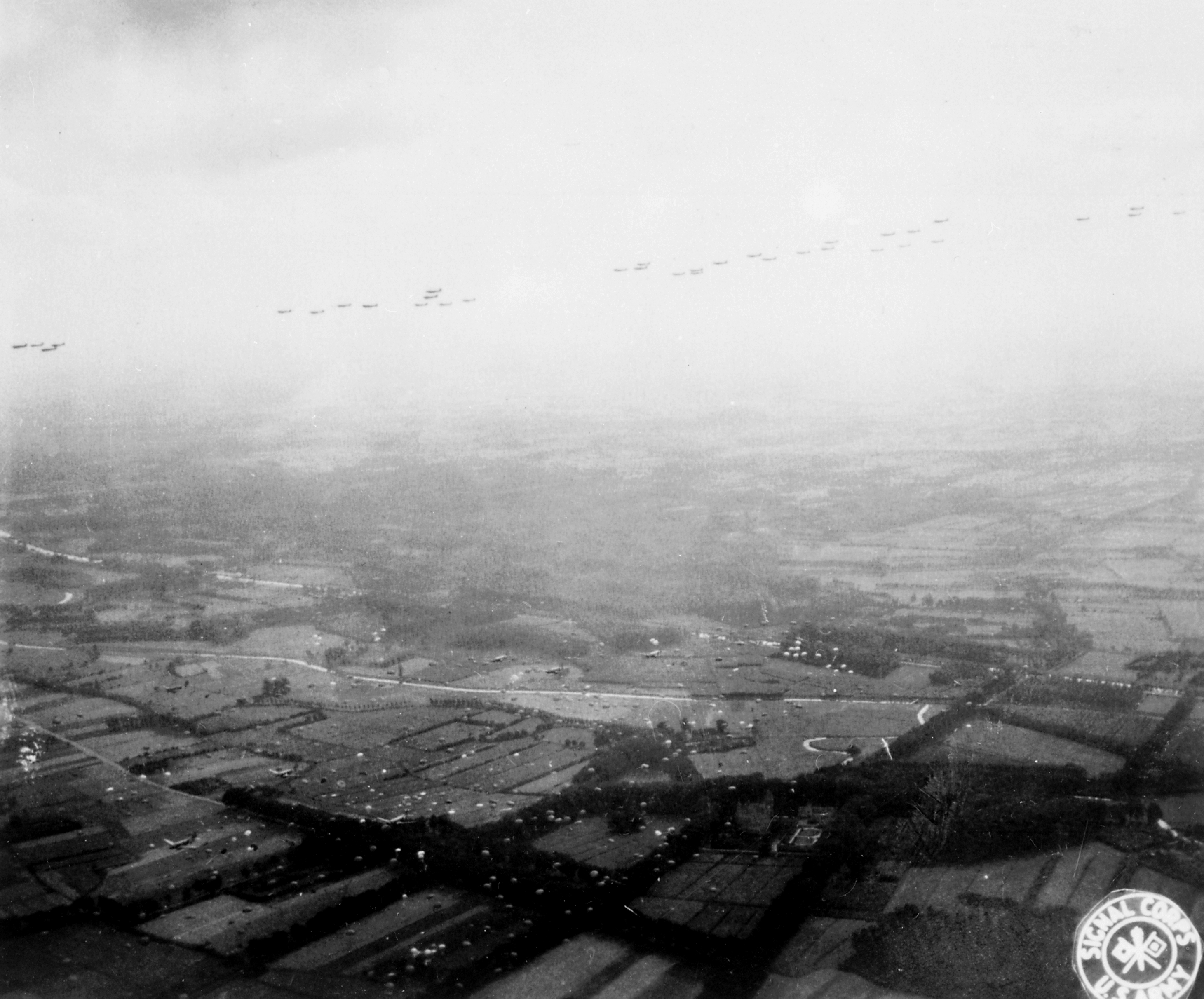
Die Landung aus einem Flugzeug betrachtet
Die 82. US-Luftlandedivision über der Landezone bei Grave
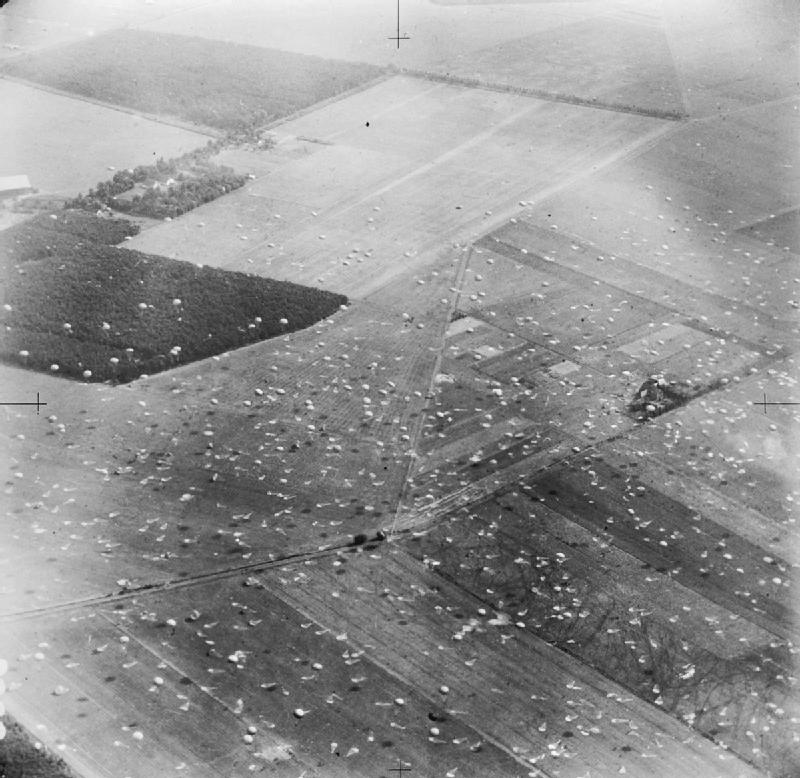
Die von Fallschirmen überdeckte Landungszone

Insgesamt wurden während der Operation Market 20.000 Soldaten, 511 Fahrzeuge, 330 Kisten für die Artillerie und 590 Tonnen Nachschub erfolgreich in die Niederlande gebracht. Brereton flog mit der ersten Welle wieder zurück nach England in das Hauptquartier, um die zweite Welle auf den Weg zu bringen.

### Garden-Offensive

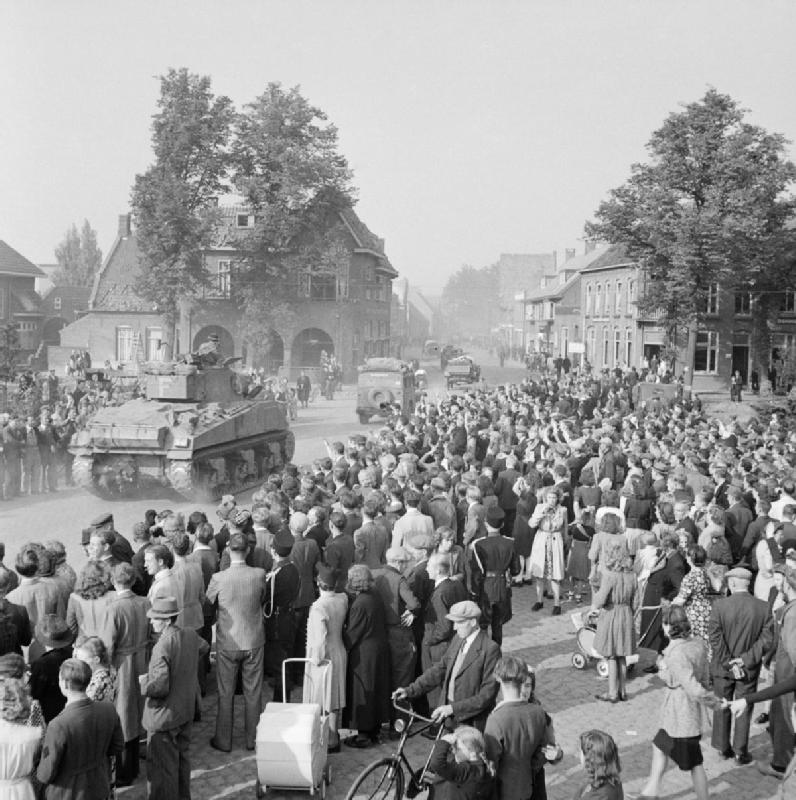
Alliierte Panzerkolonne in Valkenswaard

Um 14 Uhr eröffneten 408 Geschütze des XXX. Korps in Lommel an der eine Woche zuvor eroberten Brücke Joe’s Bridge das Feuer auf die gegenüberliegende deutsche Kampfgruppe „Walther“ des deutschen LXXXVI. Korps am Schelde-Maas-Kanal. Die Brücke war bereits im Jahre 1940 von den Belgiern gesprengt worden, die Deutschen hatten direkt daneben aber eine hölzerne Pontonbrücke errichtet, die von einem 8,8-cm-Geschütz aus einem kleinen Haus am Ufer beschützt wurde. Als die alliierten Panzer vorrückten, setzte von deutscher Seite Gegenfeuer ein, das die ersten in Zweierreihe vorrückenden Panzer außer Gefecht setzte. Der den Vorstoß leitende Lieutenant Colonel J.O.E. Vandeleur rief zur Luftunterstützung eine Typhoon-Staffel herbei, welche die deutschen Stellungen kurz darauf heftig unter Feuer nahm. Danach war deren Widerstand gebrochen und dem Vormarsch des XXX. Korps stand nichts mehr im Weg.
Die Panzerdivision unter Major General A. Adair erreichte gegen 19:30 Uhr das Städtchen Valkenswaard. Das XII. Korps unter Lieutenant General Neil Ritchie attackierte zusammen mit der 15. und der 53. Division weiter nördlich die deutsche Kampfgruppe „Chill“, eine Einheit des LXXXVIII. deutschen Korps, und erreichte dabei nur langsame Fortschritte.
Unterdessen hatte die 101. US-Luftlandedivision die meisten Straßen- und Eisenbahnbrücken im Raum Heeswijk-Veghel unter Kontrolle. Doch bei Son wurde direkt vor ihren Augen die Straßenbrücke über den Wilhelminakanal von den Deutschen gesprengt. Ein Vorstoß des 2. Bataillons der 502. Fallschirminfanterie gegen eine andere Brücke wurde zurückgeworfen.

### Die Schlacht um die Brücken
Die 508. und 505. Fallschirminfanterieregimenter hatten beiderseits von Groesbeek ihre Verteidigungsstellungen aufgebaut, während das 504. die Brücke über die Maas bei Grave einnahm. Als die beiden anderen Regimenter zum Maas-Waal-Kanal vorrückten, sprengten deutsche Kommandos zwei der drei Brücken, doch die südliche Brücke bei Heumen fiel in die Hände der Amerikaner. Ein Vorauskommando des 508. sollte in Nimwegen die Lage an der Waalbrücke erkunden, wurde aber von der deutschen Kampfgruppe „Heinke“ – einer Einheit des deutschen LXXXVI. Korps – daran gehindert.

#### Deutsche Reaktionen
Als Generalfeldmarschall Model von den alliierten Landungen erfuhr, wechselte er seinen Aufenthaltsort und verlegte die Kommandostelle aus dem Hotel Hartenstein nach Terborg etwa 30 Kilometer weiter östlich und übernahm persönlich das Kommando über das II. SS-Panzerkorps. Entgegen der Meinung von Bittrich, beide Brücken in Arnheim zu sprengen, war Model der Meinung, dass sie dringend für eine deutsche Gegenoffensive gebraucht würden.
In Ostpreußen wurde auch Adolf Hitler, der sich in seinem dortigen Hauptquartier, der Wolfsschanze aufhielt, von den alliierten Landungen unterrichtet. Er beschloss, dass deren Bekämpfung die absolute Priorität hatte, und delegierte alle Luftwaffeneinheiten der dortigen Frontlinie, die aus etwa 300 Kampfflugzeugen bestanden, an Model. Ebenso wurden alle Einheiten der Reserve und Ausbildung des Wehrkreises VI, der der niederländischen Grenze am nächsten lag, sowie alle Einheiten, die gerade im Überführungsstatus bei Wesel lagen oder die Stadt verlassen wollten (etwa 3000 Soldaten), Model zugeteilt. Die Panzerkräfte des niederländischen Kommandos der Wehrmacht unter General Friedrich Christiansen sagten zu, Verstärkung unter Generalleutnant Hans von Tettau zu senden, der Leiter der SS-Schule in Arnheim war.
General Kurt Student wurde angewiesen, die Verteidigung von Eindhoven zu übernehmen. Die Kampfgruppe „Chill“, eine Einheit des deutschen LXXXVIII. Korps, sollte gegen das XII. und das britische XXX. Korps eingesetzt werden. Zusätzlich hatte das Oberkommando West zugesagt, die 59. Infanterie-Division und die 107. Panzerbrigade in Marsch zu setzen, um diese bei Eindhoven gegen die 101. US-Luftlandedivision einzusetzen. Die Kräfte des Wehrkreises VI unter General Kurt Feldt (Generalkommando Feldt) sollten mit Hilfe des II. Fallschirmkorps aus Köln die Groesbeek-Höhen von der 82. US-Luftlandedivision zurückerobern. Die SS-Kampfgruppe „Frundsberg“ hatte den Auftrag, jegliche gegnerische Überquerung der Brücke von Arnheim zu verhindern, und die SS-Kampfgruppe „Hohenstaufen“ sollte die Briten westlich von Arnheim aufhalten. Beide Einheiten gehörten zum II. SS-Panzerkorps.

#### Fortschritte der Alliierten
Gegen Nachmittag hatte die 1. Luftlandebrigade westlich von Arnheim damit begonnen, die Landezonen abzusichern. Dabei stießen sie auf das deutsche SS-Panzergrenadierregiment 16 unter Hauptsturmführer Sepp Krafft. Diesem Regiment angeschlossen hatten sich Männer einer SS-Trainingsschule aus Arnheim, der Kampfgruppe „Weber“ zugehörende Luftwaffenangehörige aus Deelen sowie Angehörige eines SS-Wachbataillons eines Konzentrationslagers, das der Einheit „Höherer SS- und Polizeiführer Nordwest“ angehörte. Die Briten machten 47 Gefangene, die aus 27 verschiedenen Einheiten kamen.
Die 1. Fallschirmjägerbrigade unter Brigadier G. W. Lathbury begann damit, auf Arnheim vorzurücken. Dazu teilte sie sich in drei Gruppen auf. Die Gruppe „Lion“ ging den zentralen Weg auf Oosterbeek zu. Die Gruppe „Leopard“ nahm den nördlichen und die Gruppe „Tiger“ den südlichen Weg. Zu diesem Zeitpunkt funktionierte die Funkkommunikation noch gut, doch als die einzelnen Gruppen sich voneinander entfernten, begannen die Funkprobleme. Dadurch entstanden auch einige Falschmeldungen oder Falschdeutungen von Funksprüchen. Eine davon lautete, dass die Lastensegler der Aufklärungsschwadron nicht angekommen seien. Daher beschlossen die Gruppen, auf eigene Faust nach Arnheim vorzurücken. In Oosterbeek trafen die Briten auf die deutsche Kampfgruppe „Spindler“, Teil der SS-Kampfgruppe „Hohenstaufen“, die in den Morgenstunden des 18. September den Großteil der 1. Fallschirmjägerbrigade daran hinderte, sich weiter auf die Brücke über den Nederrijn zuzubewegen. Unterdessen gelang es einer anderen Gruppe unter Lieutenant Colonel John Frost, das Stadtzentrum zu erreichen und das Nordende der Brücke einzunehmen. Als Teile der SS-Kampfgruppe „Frundsberg“ unter Brigadeführer Harmel den Weg nach Nimwegen über die Brücke einschlagen wollten, sahen sie, dass ihnen der Weg durch die Briten versperrt war.

##### 18. September

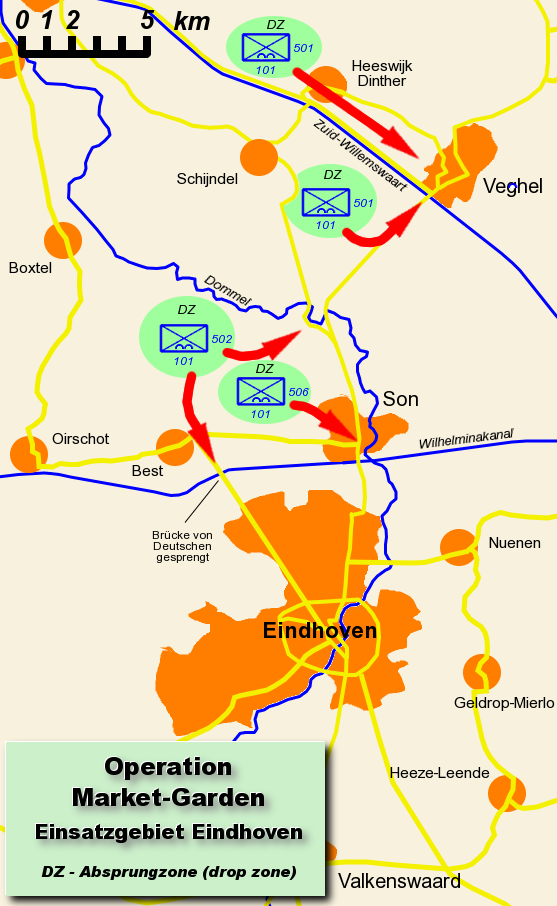
Landungen der 101. bei Eindhoven

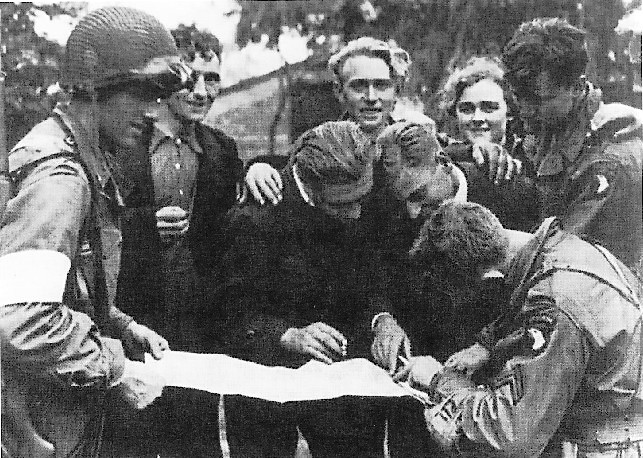
Soldaten der 101. US-Luftlandedivision werden von Einheimischen des Widerstands in Eindhoven eingewiesen

Für den 18. September waren die Wettervorhersagen der alliierten Meteorologen zwar optimistisch, doch die Wetterlage über der britischen Insel machte dann doch den Start der zweiten Welle zunächst unmöglich. Auch die Luftunterstützung für die Operation wurde gekürzt. Dies lag zum einen am Wetter, aber auch an der schlechten Zusammenarbeit zwischen Briten und Amerikanern. So bestand Brereton unter anderem darauf, dass die alliierten Flugzeuge in Belgien am Boden blieben, seine Maschinen aber Einsätze flogen. Über den Niederlanden klarte gleichzeitig das Wetter auf, so dass die deutsche Luftwaffe sehr gute Sicht hatte und mit voller Stärke einzugreifen begann. So war Market Garden die einzige alliierte Operation in Nordwesteuropa mit deutscher Luftüberlegenheit, die hauptsächlich auf das Konto der internen alliierten Streitigkeiten ging.
Die Panzer des XXX. Korps rollten weiter auf Eindhoven vor. Die 213. Brigade blieb als Sicherung in Valkenswaard zurück, und die restlichen Einheiten nahmen den Weg in Richtung Helmond, östlich von Eindhoven. Dort setzte aber die deutsche Kampfgruppe „Walther“ dem Vormarsch vorerst ein Ende, indem sie die Panzer zum Halten zwang und Widerstand leistete.
In Eindhoven hatten unterdessen die Einheiten der 101. US-Luftlandedivision die Lage weitgehend im Griff und mit Hilfe des niederländischen Widerstands die wenigen deutschen Soldaten aus der Stadt vertrieben. Sie erreichten die zerstörte Brücke über den Wilhelminakanal bei Son und begannen mit dem Aufbau einer Bailey-Brücke. Ein Versuch, die Brücke bei Best einzunehmen, scheiterte, da diese kurz zuvor durch die deutsche 59. Infanterie-Division gesprengt worden war.
Auf deutscher Seite erreichte das LXXXVI. Korps unter General Hans von Obstfelder zusammen mit der 176. Infanterie-Division und der Division „Erdmann“ ihren Zielpunkt zwischen Weert und Helmond.
Während in Nimwegen die Amerikaner wieder und wieder versuchten, die Brücke über die Waal zu erobern, setzten südöstlich von Arnheim Soldaten der Kampfgruppe „Frundsberg“ über den Pannerdens-Kanal (einen kanalisierten Teil des Nederrijn), um nach Nimwegen zu gelangen. Auch die ersten Einheiten des Generalkommandos Feldt erreichten ihren Einsatzort und begannen, die Groesbeek-Höhen anzugreifen. Die Kampfgruppe von Tettau nahm auf ihrem Weg nach Renkum im Westen von Arnheim alle deutschen Soldaten auf, denen sie begegnete, und griff die Briten aus diesem Raum heraus an. Diese waren aus der Richtung Oosterbeek mittlerweile bis auf zwei Kilometer an die Arnheimer Brücke herangekommen. In Arnheim selbst entbrannte der Kampf zwischen den Briten um Frost und der SS-Kampfgruppe „Knaust“ auf das heftigste. Auch aus Nimwegen kamen deutsche Einheiten in den Norden Arnheims und nahmen das Gefecht mit Frosts Einheiten auf. Diese hatten lediglich für 48 Stunden Rationen dabei, auch ihre Munition war nicht unbegrenzt. Die Zeit arbeitete für die Deutschen, denen es weiter gelang, Verstärkung aus Deutschland in das Kampfgebiet zu verlegen.
Von diesen Problemen war Browning nicht viel bekannt, da es immer wieder Probleme mit den Funkverbindungen zu den Einheiten gab. So mussten andere Möglichkeiten der Kommunikation genutzt werden. Das GHQ Liaison Regiment hielt mit seiner speziellen Ausrüstung Kontakt mit London, und auch ein BBC-Nachrichtenteam war anwesend. Die britische 1. Luftlandedivision hatte direkte Verbindung mit ihrem Hauptquartier in Moor Park, England, über das wiederum die Verbindung mit Browning lief. Der niederländische Widerstand konnte die 82. US-Luftlandedivision von den Schwierigkeiten der Briten in Arnheim über ein weitreichendes Telefonsystem unterrichten, dessen Leitungen sogar bis nach Son zur 101. US-Luftlandedivision reichten. Die Briten ließen am nächsten Tag über Moor Park eine direkte Verbindung zu den Landeeinheiten in Arnheim einrichten, doch die Kontrolle war ihnen längst entglitten.

##### 19. September
Die zweite Welle startete verspätet am nächsten Morgen und landete bei Eindhoven mit zwei Bataillonen zur Unterstützung der 101. US-Luftlandedivision. Zusammen mit den britischen Panzern attackierte die 502. Fallschirminfanterie die deutsche 59. Infanterie-Division in deren Stellungen bei Best und machte über 1000 Gefangene. Unterdessen überrannte das Generalkommando Feldt Teile der Landezonen der 101., wurde jedoch kurz darauf von der 505. Fallschirminfanterie wieder zurückgeworfen.
Auch bei Arnheim traf die zweite Welle bei den Briten ein, konnte jedoch nicht zu den kämpfenden Einheiten vordringen, da die Landezonen mittlerweile von SS-Truppen kontrolliert wurden. Bei diesen landeten auch viele für die Briten wichtige Nachschublieferungen. Für die Briten war nun ein Brückenkopf über den Nederrijn wichtig, um eine Verbindung zum von Süden anrückenden XXX. Korps der Briten zu schaffen. Dazu sollte südwestlich von Oosterbeek die Kontrolle über die Fähre bei Heveadorp erlangt werden.
Das XXX. Korps hatte mittlerweile das Areal zwischen Eindhoven und Nimwegen bei Son erreicht, mittlerweile stand nun die 101. US-Luftlandedivision unter ihrem Befehl. Das VIII. Korps begann nun auch mit seinem Flankenvorstoß. Allerdings konnten sie keinerlei Überraschungseffekt mehr ausnutzen und kamen nur sehr langsam voran. Die Deutschen unter General Model bereiteten unterdessen ihre Gegenoffensive vor.

### Die deutsche Gegenoffensive

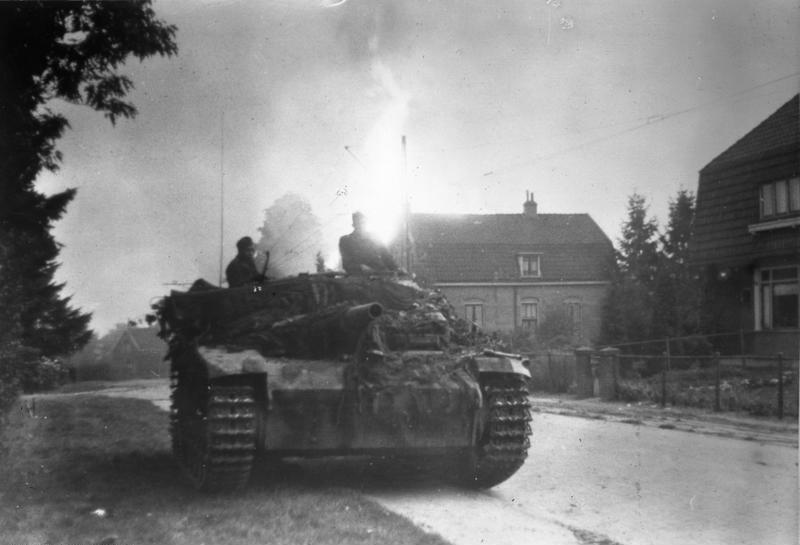
Deutsches Sturmgeschütz in den Straßen von Arnheim

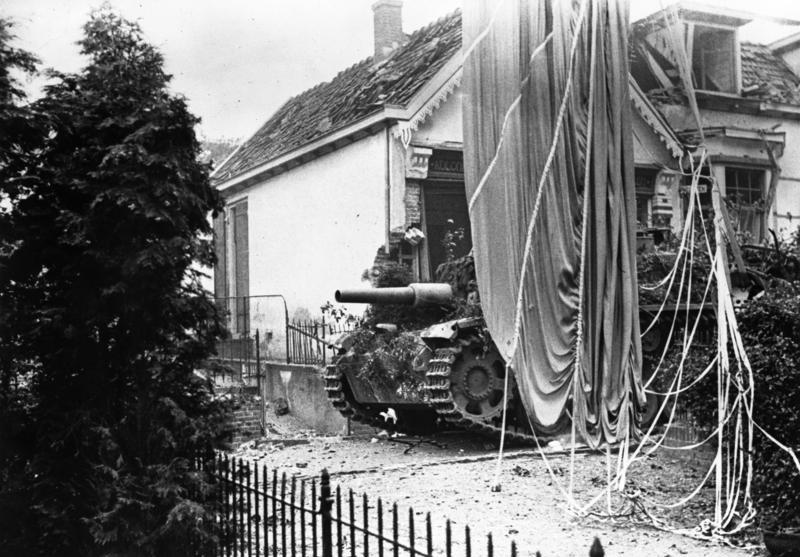
Sturmhaubitze 42 in Bereitstellung in Arnheim; im Vordergrund Reste eines britischen Versorgungs-Fallschirmes

Auch am 19. September hatte sich das Wetter nicht wesentlich verbessert. Aus diesem Grund konnte weitere wesentliche Unterstützung durch ein Infanterieregiment und zusätzliche Artillerie nur im Raum Eindhoven bei der 101. US-Luftlandedivision eintreffen. Zwei Infanteriebataillone für den Raum Nimwegen und die polnische 1. Fallschirmjägerbrigade erreichten ihr Ziel nicht. Dies lag nicht zuletzt an der deutschen Luftwaffe, die für diesen Tag 125 Einsätze verzeichnete.
In Arnheim startete die britische 1. Fallschirmbrigade ihre Attacke ostwärts entlang des Nederrijn in Richtung der Brücke noch vor dem Morgengrauen. Als sich der Morgennebel verzog, befanden sie sich aber im Kreuzfeuer der Flak-Geschütze im Süden und der aus dem Norden feuernden SS-Kampfgruppe „Spindler“. Die deutsche Gegenwehr war so heftig, dass der Vormarsch gegen Mittag unter großen Verlusten abgebrochen werden musste. Auch die anderen britischen Vorstoßversuche brachten kaum Erfolge, allerdings gelang es General Urquhart, sich aus der deutschen Umklammerung zu befreien. Er konnte sich direkt mit einem Jeep zum Divisionshauptquartier begeben, wo er umgehend mit der Reorganisation der Restdivision begann. Damit die 1. polnische Fallschirmjägerbrigade nicht in der vorgesehenen Absprungzone landete, die unter deutscher Kontrolle war, wurde ein entsprechender Funkspruch abgesetzt.
Nördlich von Eindhoven war bei Son mittlerweile die Bailey-Brücke fertiggestellt worden und die Panzereinheiten rückten im Morgengrauen über den Wilhelminakanal vor. Am Mittag hatten sie bereits Grave südwestlich von Nimwegen erreicht. Damit ging das Kommando über die 82. US-Luftlandedivision an Horrocks über, dessen Lage sich aber zunehmend verschlechterte. Bei Heumen wurde von Browning, Gavin, Adair und Horrocks ein gemeinsames Kommandozentrum eingerichtet. Da weiterer Entsatz sich immer noch verspätete, organisierte Gavin ein neues Bataillon, das er aus 450 Lastenseglerpiloten bildete. Ein weiterer Angriff auf die Brücke über die Waal schlug jedoch fehl, und so erwog er einen amphibischen Angriff über den Fluss, um so beide Brückenseiten in Besitz zu nehmen. Daraufhin ordnete Horrocks an, die Boote des XXX. Korps von Hechtel zur Front zu bringen.
Einem geplanten Angriff der deutschen 59. Infanterie-Division von General Student kam die 101. US-Luftlandedivision zusammen mit der 8. Panzerbrigade zuvor, so dass sich die Deutschen wieder zurückziehen mussten. Allerdings überrannte die deutsche 107. Panzerbrigade das Hauptquartier von Taylor, bevor eine Verteidigung organisiert werden konnte. Weitere Lastensegler mit Divisionstruppen trafen ein, darunter auch die Hälfte der erwarteten Artillerie. Jedoch erreichten nur knapp 40 Tonnen Nachschub ihr Ziel.

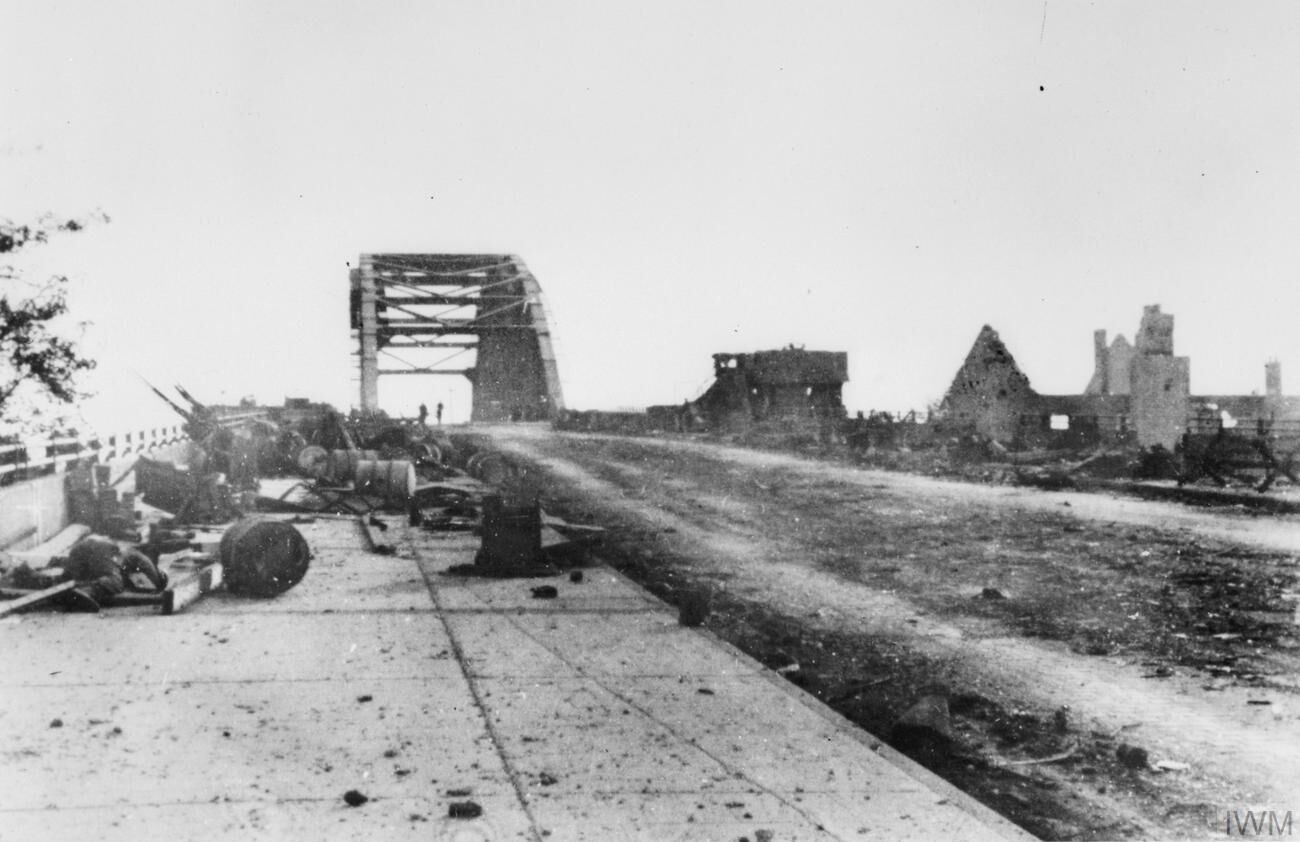
Die Brücke von Arnheim, nachdem die Briten zurückgeschlagen worden waren

In Arnheim musste der britische Vorstoß unterdessen unter hohen Verlusten gestoppt werden, da kaum noch Munition vorhanden und die Soldaten total erschöpft waren. Im Gegensatz dazu erhielt die deutsche Seite immer mehr Unterstützung. Die 208. Kampfbrigade aus Dänemark und die Flakbrigade „Von Swoboda“ waren inzwischen eingetroffen. Zwar gelang es den Deutschen noch nicht, ihre Attacken sauber zu koordinieren, aber die britische 4. Fallschirmbrigade wurde am weiteren Vorrücken gehindert. Taylor blieb nichts weiter übrig, als seine Männer wieder zurückzuziehen.
Einige polnische Lastensegler erreichten tatsächlich ihre Landezone bei Arnheim, da sie nicht mehr rechtzeitig gewarnt werden konnten. Als die polnischen Soldaten die Gefahr erkannten, sammelten sie sich schnell und versuchten, nach Westen zu den Briten durchzubrechen. Auch die erhofften Nachschublieferungen konnten nur teilweise ihr Ziel erreichen. Knapp 400 Tonnen wurden über Arnheim von 63 DC-3 und 100 Stirlings abgeworfen. Ein Großteil davon landete wieder bei den Deutschen.
Inzwischen hatte das britische XII. Korps auf der linken Flanke die Straße von Turnhout nach Eindhoven erreicht. Auf der rechten Flanke war Weert erreicht, und der Vormarsch ging weiter in Richtung Helmond.

#### 20. September

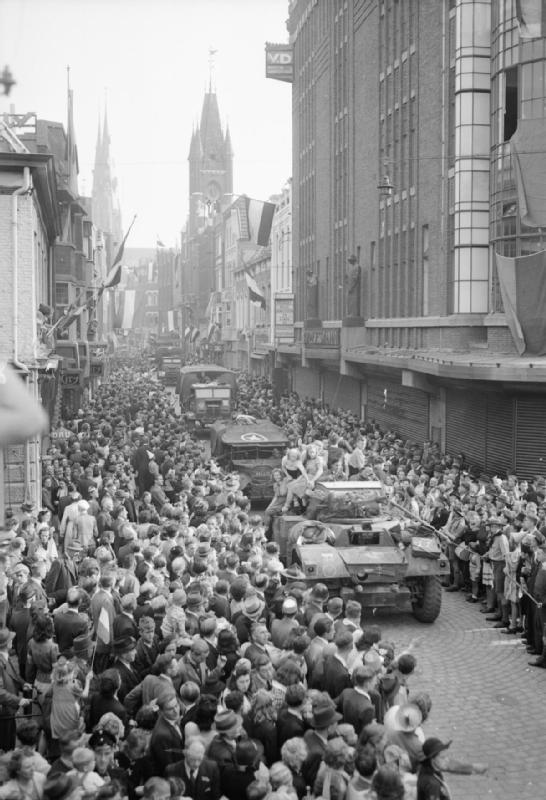
Alliierte Nachschubkolonne fährt durch Eindhoven

Das schlechte Wetter verhinderte wiederum auch am folgenden 20. September, dass zusätzliche alliierte Truppen eingeflogen werden konnten. Lediglich Nachschubflüge waren möglich. Die 82. US-Luftlandedivision erhielt fast 80 Prozent der erwarteten Tonnage. Die Briten hatten sich zu der Zeit auf eine Position bei Oosterbeek zurückgezogen, und Urquhart legte zusammen mit dem Korpshauptquartier über Funk eine neue Landezone für die einzufliegenden polnischen Truppen bei Driel fest, wo sie einen Brückenkopf bilden sollten. Auch für die Nachschubabwürfe wurde die Landezone nach Oosterbeek verlegt. Wegen heftigen deutschen Abwehrfeuers war das Abwerfen des Nachschubs in die Straßen und Wälder jedoch ein schwieriges Unterfangen. Daher erreichte die Briten nur knapp 13 Prozent des erwarteten Nachschubs. Die sich bekämpfenden Soldaten trafen in den Wäldern und Häusern des Ortes aufeinander und Scharmützel mit Mörsern und Scharfschützen bestimmten das Bild. Dies ging so weit, dass die Briten und die Deutschen verschiedene Etagen in einzelnen Häusern gegeneinander verteidigten.
Die Versorgung der vielen Verwundeten auf beiden Seiten wurde in diesem Bereich fast unmöglich, so dass die Briten mit den Deutschen gegen Mittag auf Vorschlag Obergruppenführer Bittrichs einen dreistündigen Waffenstillstand vereinbarten. Die Verwundeten beider Seiten wurden dabei von deutschen Sanitätseinheiten in ein Arnheimer Krankenhaus gefahren.
In Arnheim selbst zog sich der Ring um die kämpfenden Briten immer weiter zusammen. Die Deutschen versuchten, sie mittels Artilleriefeuer und Flammenwerfern aus den Häusern zu treiben. Dazu kamen der immer weiter schrumpfende Vorrat an Wasser, der nur noch für einen Tag reichte, und die wenige verbleibende Munition. In einer kurzzeitigen Waffenruhe wurden auf beiden Seiten insgesamt mehr als 200 Verwundete weggebracht, unter ihnen auch Lieutenant Colonel John Frost.

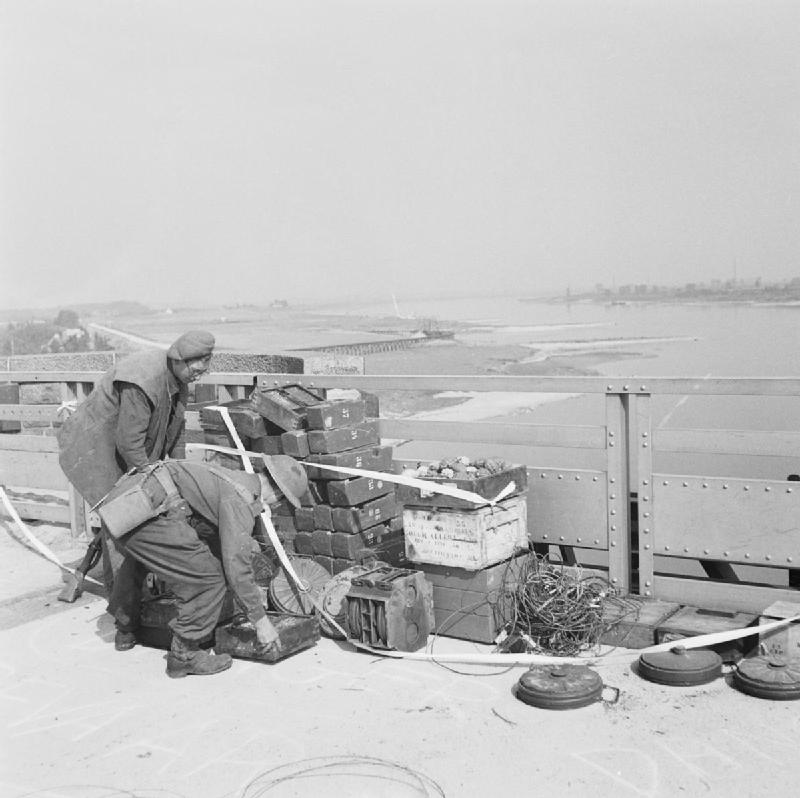
Britische Pioniere entfernen die deutschen Sprengladungen an der Brücke über die Waal

Auch weiter südlich bei Eindhoven erfolgten gegen Morgen wieder deutsche Angriffe auf den „Hell’s Highway“, wie die Straße nach Nimwegen nun von den Amerikanern genannt wurde. Die deutsche 107. Panzerbrigade versuchte, nach Son durchzubrechen, wurde aber von Einheiten der 101. US-Luftlandedivision und der 8. Panzerbrigade ein weiteres Mal zurückgedrängt. Das XXX. Korps konnte nur äußerst langsam weiter nach Norden vordringen. In Nimwegen bereiteten sich Truppen auf den Brückenangriff vor, indem sie die Vororte „säuberten“ und auf die Brücke vorrückten. Am Nachmittag waren endlich die Boote eingetroffen, und nachdem eine Rauchwand gelegt worden war, überquerten die Boote insgesamt sechs Mal unter starkem deutschen Artilleriefeuer den Fluss. So wurden zwei Kompanien auf die andere Seite der Waal gebracht.
Die Deutschen waren nun bereit, die Brücke über die Waal zu sprengen, doch als der Befehl von Brigadeführer Harmel erteilt wurde, waren die Sprengladungen bereits von britischen Pionieren entfernt worden. Er ließ an das Hauptquartier funken: „Sagen Sie Bittrich, sie sind über die Waal“.
Bei Groesbeek konnten verstärkte deutsche Einheiten erhebliche Erfolge verzeichnen, aber noch gelang es den Amerikanern, ihre Positionen dort zu halten. An diesem Tag war die Aufstockung des deutschen Kontingents erheblich, und weiterer Truppennachschub wurde erwartet. Nimwegen sollte am nächsten Tag zurückerobert werden, damit die nur drei Bataillone der Kampfgruppe „Frundsberg“, die zwischen Nimwegen und Arnheim lagen, von dort unterstützt werden konnten.

#### 21. September
Der folgende Donnerstag war kalt, und das Wetter verhinderte weiterhin die Nachschubflüge. Die Deutschen festigten ihre Stellungen bei den Groesbeek-Höhen, da das Generalkommando Feldt zu erschöpft war, um die vorrückenden Panzer der Amerikaner auf der Straße nach Nimwegen zu erreichen. Alle deutschen Truppen nördlich kamen nun unter das Kommando der 2. SS-Panzerbrigade, die in Arnheim weiter vorrückte. Der Rest wurde der 1. Fallschirm-Armee unter General Student zugewiesen, der versuchte, einen Zangenangriff der deutschen LXXXVI. und LXXXVIII. Korps zu organisieren.
In Arnheim begann der letzte Kampf gegen 9 Uhr. Die Briten versuchten einen Ausbruch durch die Reihen der Kampfgruppe „Knaust“, um zu ihrer Division zurückzukehren. Es gab keine formale Kapitulation, kleinere britische Gruppen ergaben sich jedoch, da sie keine Munition mehr hatten oder von den Deutschen überrannt worden waren. Um die Mittagszeit überquerten die Deutschen die Brücke über den Nederrijn. Der Kampf hatte 88 Stunden gedauert.
Urquhart, der wieder in Oosterbeek eingetroffen war, organisierte eilig eine neue Kommandostruktur, mit der er hoffte, die Kampfgruppe „von Tettau“ im Westen und die Kampfgruppe „Hohenstaufen“ im Osten besser bekämpfen zu können. Doch beide Seiten konnten kaum Fortschritte erreichen.

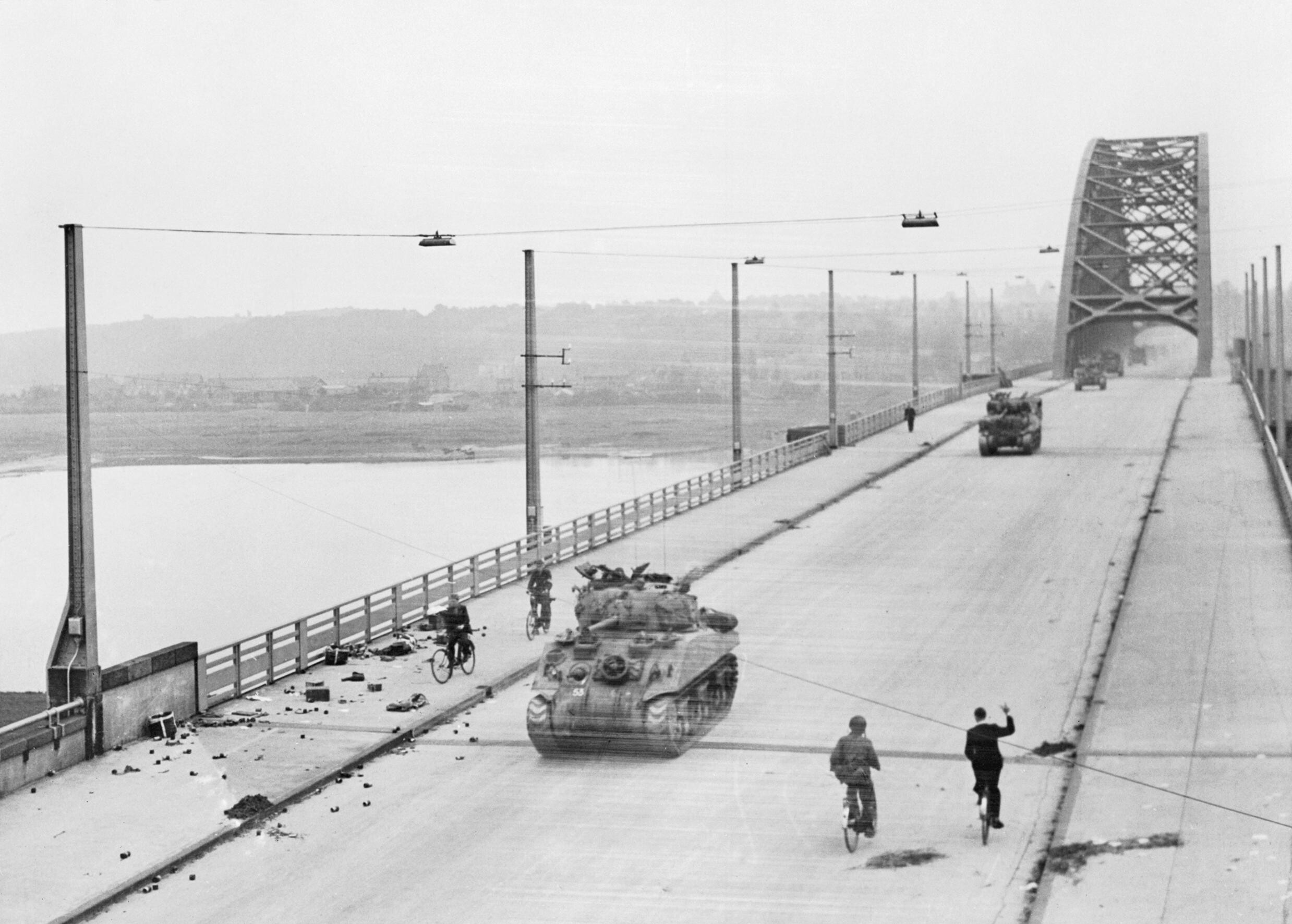
Britische Panzer überqueren die Waalbrücke in Nimwegen

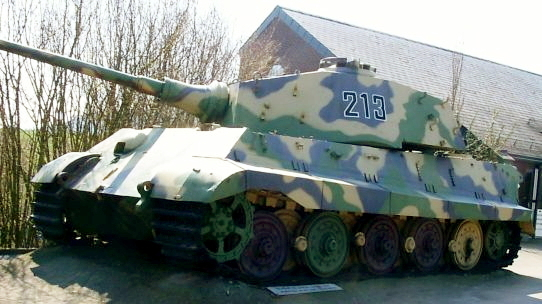
Deutscher Panzerkampfwagen VI Tiger II

Die beiden Brücken in Nimwegen waren unterdessen von den Alliierten gesichert und die ersten Panzer des XII. Korps rollten nach Norden auf Arnheim zu. Sie fuhren zügig bis Elst und hielten dort an, da sie den Gegenangriff der Kampfgruppe „Knaust“ erwarteten, die ihnen von Arnheim entgegenkam. Zudem bot die Straße für die Panzer kaum Deckung, und die neben ihr verlaufenden Gräben waren hervorragende Verstecke für deutsche Soldaten. Die letzten Widerstandsnester in Nimwegen wurden währenddessen von Einheiten der 43. Division ausgehoben, die auf ihre letzte nachrückende Brigade wartete. Als diese eintraf, wurde sie angewiesen, sofort den anderen Panzergruppen nach Norden zu folgen und dann auf Richtung Driel einzuschwenken, um sich bei Heveadorp anschließend mit den Briten zu treffen. Ein Angriff zweier Regimenter der 82. US-Luftlandedivision auf das Generalkommando Feldt bei den Groesbeek-Höhen vertrieb die Deutschen von dort und das XXX. Korps konnte danach mit seinen Panzern weiter nach Norden vordringen. Urquhart gelang es mit der Artillerieunterstützung des Korps, den deutschen Vorstoß nördlich der Waal aufzuhalten.
Als Model von dem amerikanischen Erfolg unterrichtet wurde, verlangte er umgehend weitere Truppenunterstützung, die ihm mit der Schweren Panzer-Abteilung 506 gewährt wurde. Diese Einheit verfügte über 45 Panzerkampfwagen VI Tiger II, die sogenannten „Königstiger“. Weiterhin wurden ihm Spezialkampfgruppen und Ausrüstung zugesagt.
Die polnischen Fallschirmjäger starteten an diesem Tag von Großbritannien aus und versuchten eine Landung. Von den 114 anfliegenden DC-3 mussten jedoch nicht weniger als 41 wieder umkehren, darunter das komplette 1. Bataillon. Dies lag nicht nur am Wetter, sondern auch an den über 100 Kampfflugzeugen der deutschen Luftwaffe, die sie am Zielort erwarteten. Beim Durchbruch zwischen den angreifenden Jägern gingen noch etliche Maschinen verloren, aber Generalmajor Sosabowski gelang es, zusammen mit 750 seiner Soldaten die Landezone zu erreichen. Was ihnen allerdings fehlte, waren die schweren Waffen, die schon am Vortag bei den Lastensegleranflügen verlorengegangen waren. Der deutsche Obersturmbannführer Harzer organisierte eilig einen Sperrgürtel zwischen der Brücke von Arnheim und den polnischen Einheiten, der aus 2500 Soldaten bestand und unter dem Namen Sperrverband Harzer bekannt wurde.
Weitere Nachschubflüge brachten den Briten wiederum nur 41 Tonnen Nahrung und Ausrüstung nach Arnheim. Währenddessen bereiteten sich die Polen auf eine Überquerung des Nederrijn vor.
Am südlichen Ende des Korridors gelang es der 101. US-Luftlandedivision mittlerweile, die Deutschen auf beiden Straßenseiten zurückzuwerfen. Die Vorstöße der britischen VIII. und XII. Korps waren fast zum Halten gekommen und Generalleutnant Dempsey begann, das Hauptquartier der 2. Armee nach Sint-Oedenrode zu verlegen, während Feldmarschall Montgomery das taktische Hauptquartier der 21. Heeresgruppe südlich von Eindhoven aufschlug. Montgomery und Eisenhower waren sich in der Frage, wie bei Arnheim weiter vorgegangen werden sollte, nicht einig, und Patton forderte mehr Truppen für eine Rheinüberquerung. Aus diesem Grund fand nun endlich die erste Konferenz zwischen den Verantwortlichen seit dem Landungstag statt.

#### 22. September
Der nächste Tag begann mit Nebel, der sich dann aber schnell verzog. Eine Attacke zweier deutscher Kampfgruppen auf dem „Hell’s Highway“ zerteilte die amerikanische 69. Brigade zwischen Uden und Grave in zwei Hälften, als sie auf Nimwegen vorrückten. Ein Gegenangriff, den die 101. US-Luftlandedivision ausführte, wurde von der 83. Gruppe der Royal Air Force mit Tieffliegerangriffen unterstützt.
General Maxwell D. Taylor war kurz zuvor vom niederländischen Widerstand über die bevorstehende deutsche Attacke unterrichtet worden und sandte Soldaten des 506. Fallschirminfanterieregiments nach Uden sowie die 502. Fallschirminfanterie nach Veghel. Horrocks war gezwungen, seine Panzer umkehren zu lassen. Den Deutschen war es in diesem Areal gelungen, die Brücke bei Veghel unter Feuer zu nehmen. Aus diesem Grund konnten an diesem Tag weder Ausrüstungsgegenstände noch Nachschub nach Nimwegen gebracht werden.
Weiter nördlich versuchte das XXX. Korps weiterhin, zu den Briten aufzuschließen. Es wurde aber in heftige Kämpfe verwickelt. Auch das Erreichen der gelandeten Polen durch britische Einheiten erwies sich als kaum durchführbar. Die Polen selbst versuchten gegen Nachmittag eine Überquerung des Nederrijn, aber nur einige Männer erreichten das andere Ufer. Weitere Versuche wurden daraufhin aufgegeben. Auch bei Oosterbeek gingen die deutschen Angriffe weiter und Urquhart forderte dringlichst Entsatz an.
Eine von Eisenhower einberufene Besprechung im SHAEF-Hauptquartier in Versailles deckte die Schwächen der Operation auf, und die Befehlshaber versuchten zu retten, was zu retten war. Eisenhower bestand darauf, eine weit angelegte Front in Richtung des Rheins zu schaffen, bei der die 1. kanadische Armee zur Schelde vorrücken und Antwerpen nehmen sollte. Bradley wurde angewiesen, Patton zu stoppen, während die 1. US-Armee mit der Unterstützung des XIX. US-Korps und des britischen VIII. Korps Kurs nach Norden auf Aachen nehmen sollte. An der Stelle des XXX. Korps sollte die britische 2. Armee mit dem VIII. Korps in der Führung den Weg nach Venlo und Kleve einschlagen. So wurde die Operation des XXX. Korps als zweitrangig eingestuft, nunmehr erhielt die Rettung der britischen Fallschirmjäger Vorrang.
Die 101. US-Luftlandedivision wurde unter den Befehl des VIII. Korps gestellt und sollte zusammen mit der neu aufgestellten 50. Division und der königlich-niederländischen Brigade „Prinses Irene“ den neuen Plan gegen deutsche Angriffe aus dem Westen und Nordwesten absichern, während die 11. Panzerdivision mit der 3. Division nordöstlich zum Rhein vorrückte. Das XXX. Korps wurde mit den nördlich von Grave befindlichen Einheiten, der 43. Division, der 82. US-Luftlandedivision und der britischen Panzerdivision in seiner Stellung belassen. Das Kommando über diese bekamen die britischen Fallschirmjäger in Arnheim, deren Rückzug und Rettung nun beschlossene Sache war.

#### 23. September
Seit der Landung war dieser Tag der erste, der wirklich gutes Wetter brachte und den alliierten Flugzeugen weitreichende Eingriffsmöglichkeiten bot. Mit dieser Unterstützung und heftigem Artilleriefeuer konnten die Briten ihre Stellungen in Arnheim weiter verteidigen, obwohl die deutschen Kampfgruppen „von Tettau“ und „Hohenstaufen“ sie in starke Bedrängnis brachten.
Generalfeldmarschall Model wurde langsam ungeduldig und gab Bittrich 24 Stunden Zeit, um die Briten aus Arnheim zu vertreiben. Er änderte auch die Kommandostruktur der deutschen Einheiten, indem er alle Truppen westlich der Operation Market Garden der 15. Armee unterstellte und die östlichen Truppen der 1. Fallschirm-Armee. Bei Veghel verstärkten sich die Bemühungen der beiden Kampfgruppen „Chill“ und „Walther“, aber die Straße konnte von der 506. Fallschirminfanterie mit britischer Panzerunterstützung wieder freigekämpft werden.

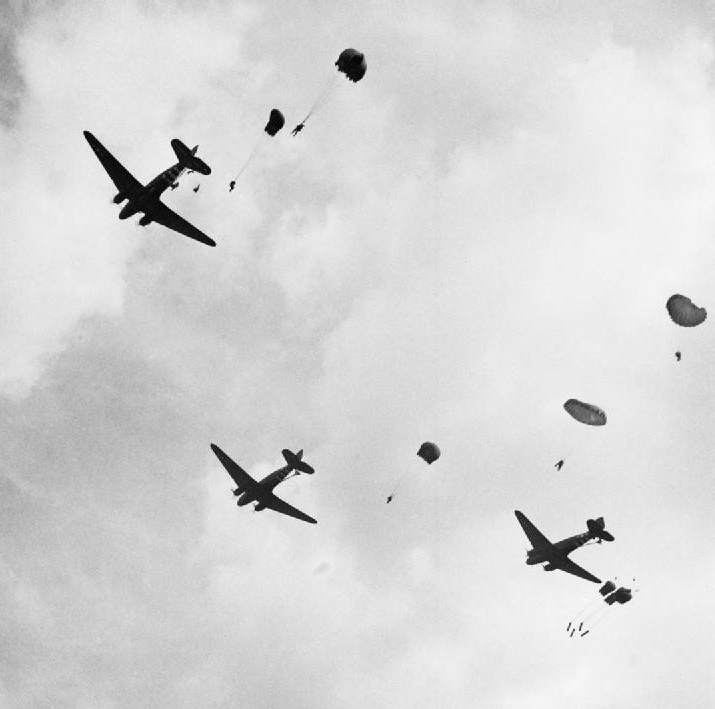
Douglas DC-3 Dakota setzen Fallschirmjäger ab

Am frühen Nachmittag hoben in Großbritannien die Flugzeuge der dritten Welle ab. 654 Truppentransporter und 490 Lastensegler begaben sich auf die nördliche Route. Die 82. US-Luftlandedivision bekam Verstärkung durch ein Infanterieregiment und die 101. US-Luftlandedivision durch ein Feldartillerieregiment und den Rest eines Infanterieverbandes, deren erste Soldaten schon mit der zweiten Welle gelandet waren. Das 1. polnische Bataillon landete bei Oude Keent, einem kleinen Flugplatz, der für die Nachschublieferungen ausgesucht worden war. Es setzte sich sofort nach Norden in Bewegung, um zu den anderen beiden Bataillonen aufzuschließen, die mittlerweile unter der Führung der zur 43. Division gehörenden 130. Brigade standen.
Gegen die deutsche Kampfgruppe „Frundsberg“ konnten nur schrittweise kleinere Erfolge verzeichnet werden, während im Süden der Korridor weiter von deutschen Einheiten freigekämpft wurde. Die 130. Brigade war nun bei den polnischen Einheiten bei Driel angekommen, und nach Einbruch der Dunkelheit setzten auf Befehl Sosabowskis 200 Männer zu den Briten über.

#### 24. September
Dank des anhaltend guten Wetters flog die britische Air Force weitere Einsätze im Raum Arnheim. Mit der Unterstützung der Tiefflieger und der Artillerie des XXX. Korps gelang es, das von den Briten gehaltene Gebiet erfolgreich zu verteidigen. Zwischen den Kampfhandlungen vereinbarten beide Seiten immer wieder kurze Waffenstillstände, um Verwundete bergen zu können. Briten und Deutsche waren mit den Kräften am Ende und es gab kaum Nachschub. Nach einer Woche erbitterten Kampfes ohne Pause würde der Erfolg der Seite sicher sein, der es als erste gelang, die Ablösung durch frische Truppen sicherzustellen. Das geschah bei den Deutschen durch die Ankunft der Schweren Panzer-Abteilung 506, die zwei Kompanien zur Unterstützung der Kampfgruppe „Frundsberg“ nach Elst entsandte und eine Kompanie östlich nach Oosterbeek. Das XXX. britische Korps eroberte derweil das Örtchen Bemmel.

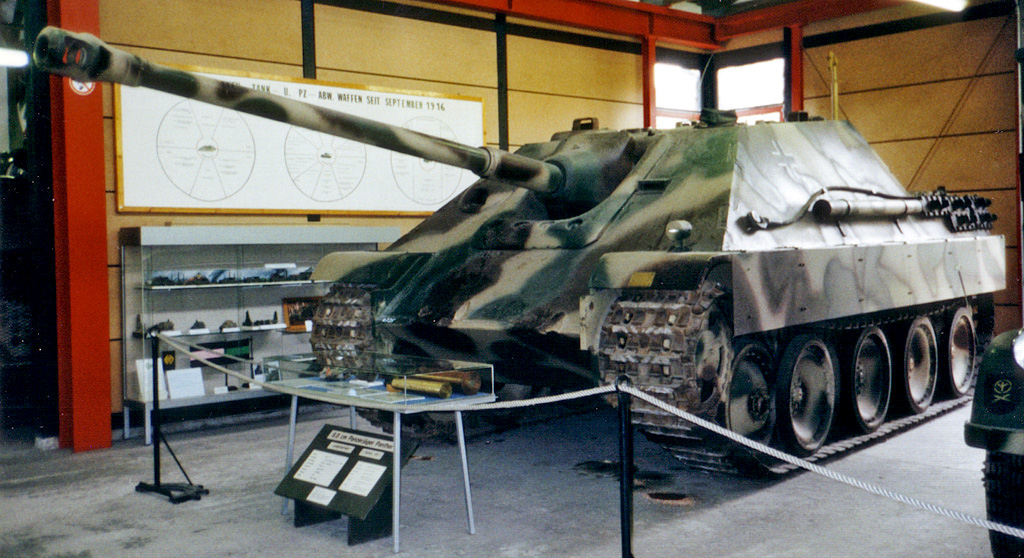
Jagdpanther im Panzermuseum Munster

Lieutenant General Horrocks, Major-General Ivor Thomas von der 43. Wessex-Division und General Sosabowski beobachteten die Lage auf der anderen Seite des Nederrijn vom Turm der Drieler Kirche. Thomas verließ die Gruppe in der Annahme, dass Horrocks den Befehl zum Rückzug der britischen 1. Luftlandedivision gegeben habe, und bereitete sich darauf vor. Horrocks selbst traf im Hauptquartier der britischen 2. Armee mit Dempsey zu einer Besprechung zusammen. Später behauptete er, nie diesen Rückzugsbefehl gegeben zu haben. Jedenfalls informierte Montgomery London von der Entscheidung und vom geringen Erfolg des XXX. Korps.
Die Deutschen begannen währenddessen einen erneuten Angriff auf den Korridor, doch die meisten Attacken konnten zurückgeworfen werden. Allerdings trennte eine Kompanie Jagdpanther der 559.s.Panzerjägerabteilung (Panther) der Wehrmacht zusammen mit Soldaten des Fallschirmjägerbataillons „Jungwirth“ die Wege bei Veghel. Aus diesem Grund konnte Horrocks nicht zum XXX. Korps zurückkehren und blieb bei Dempsey. Östlich von Helmond eroberte die britische 11. Panzerdivision Deurne und zwang damit die Kampfgruppe „Walther“ zum Rückzug.

#### 25. September

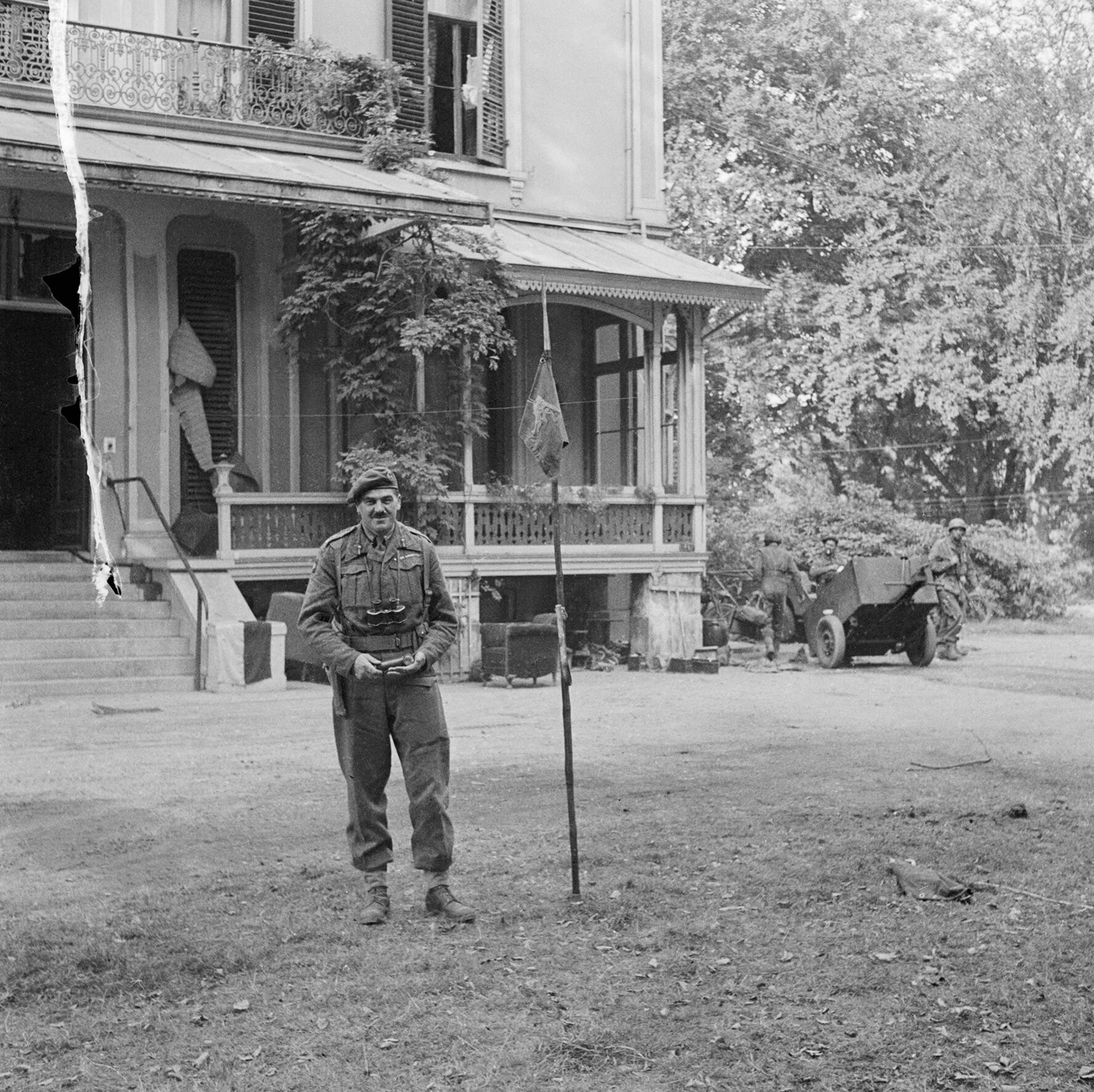
Urquhart vor dem britischen Hauptquartier Hotel Hartenstein in Oosterbeek

Sehr früh am Morgen des 25. September versuchte die britische 43. Division die Überquerung des Nederrijn. Schwere Windböen und einsetzender starker Regen zwang die Briten zum Abbruch der Aktion. Die wenigen Männer, die das andere Ufer erreicht hatten, konnten dort nur wenig ausrichten. Zu diesem Zeitpunkt bekam die deutsche Kampfgruppe „von Allworden“ ihre Verstärkung in Form der versprochenen Königstiger. Sie attackierten sofort und konnten tief in die Linien der Briten eindringen. Dank des eigenen Artilleriefeuers und der eingreifenden Jagdflieger der Royal Air Force gelang es dann den Briten, trotz des deutschen Ansturms ihre Position noch einen weiteren Tag zu halten.
Urquhart gab im Keller des Hotels Hartenstein in Oosterbeek den Befehl zum Rückzug aus den Stellungen („Operation Berlin“ genannt) in der folgenden Nacht aus. Das XXX. Korps sicherte die Ortschaften Elst und Boxmeerhof, doch westlich von Arnheim war der Nederrijn nicht unter britischer Kontrolle. Horrocks entschied sich für ein Ablenkungsmanöver, indem die 43. Division gleichzeitig bei Renkum den Rhein überqueren sollte.
Das VIII. Korps rückte weiter gegen die Kampfgruppe „Walther“ vor und die 180. Infanteriedivision mit der 11. Panzerdivision schlossen nun zum XXX. Korps bei Boxmeer an der Maas auf.
Die Operation Berlin begann am Nachmittag mit einem schweren Artilleriebeschuss durch das XXX. Korps und die 43. Division. Unter diesem Schutz überquerten britische und kanadische Pioniereinheiten den Nederrijn, um die dort festsitzenden Überlebenden wieder zurück auf die andere Seite zu bringen. Die Verwundeten wurden mit einer Anzahl an Freiwilligen zurückgelassen. Alle anderen zogen sich durch einen 700 Meter breiten freien Bereich zurück.

#### 26. September

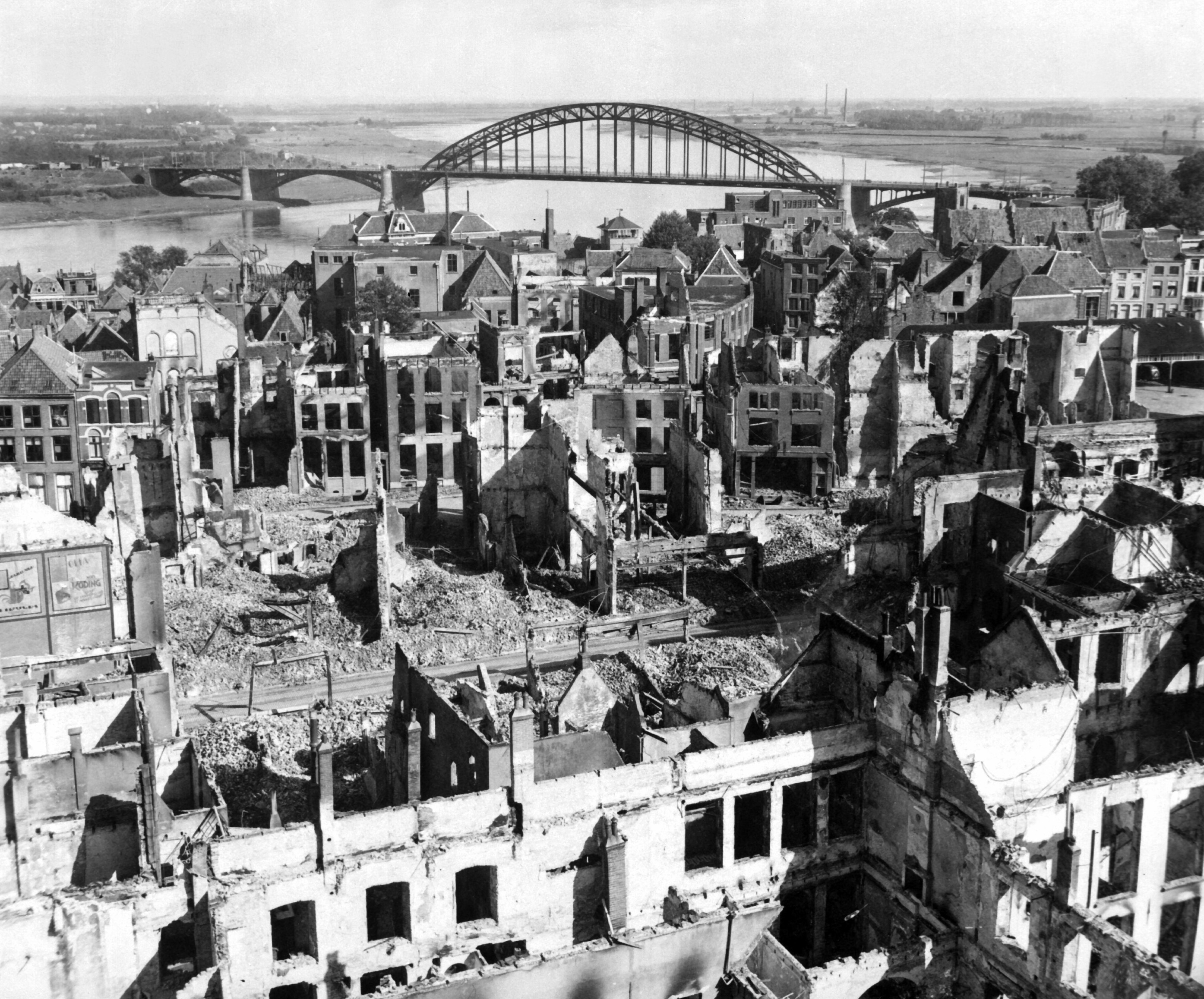
Das zerbombte Nimwegen und im Hintergrund die Waalbrücke

Der Rückzug zog sich bis zum Morgengrauen des 26. Septembers hin. Damit wurden 1816 Briten und 160 Polen gerettet. 240 weitere Soldaten wurden etwas später noch vom niederländischen Widerstand aus der Gefahrenzone gebracht. Die Überlebenden marschierten in der Dunkelheit von Driel nach Nimwegen. Die Wege waren zur Orientierung mit weißen Bändern gekennzeichnet. In Nimwegen wurden sie schon mit frischer Kleidung und Ausrüstung erwartet.
Gegen 14 Uhr hatten die Deutschen das Gebiet erobert. Sie machten nach eigenen Angaben während der gesamten Operation insgesamt 6450 Gefangene. 1485 Soldaten der 1. Luftlande-Division waren zwischen dem 17. und 25. September getötet worden. Zu den Gesamtverlusten der Operation Market Garden gibt es unterschiedliche Angaben. Alle Zahlen, die die Literatur nennt, beziehen sich auf die Gesamtzahl der Verluste. Diese Gesamtzahl beinhaltet getötete, verwundete und in Gefangenschaft geratene Soldaten. Die offizielle britische Kriegsgeschichte nennt eine Verlustzahl von 14.731. Diese ergibt sich aus der Addition der dort genannten Verluste der britischen 1. Luftlande-Division (7473 Mann), den Verlusten der beiden amerikanischen Luftlande-Divisionen (3542 Mann) sowie den Verlusten der British Second Army (3716 Mann). Dazu muss man jedoch ergänzend die Verluste der Royal Air Force zählen, die 295 Mann an tödlichen Verlusten hatte. Das IX Troop Carrier Command der US Army Air Forces hatte 155 Mann an tödlichen Verlusten zu beklagen, darunter waren 30 Lastenseglerpiloten. Damit ergibt sich eine Gesamtverlustzahl – das heißt Getötete, Verwundete, Gefangene – von 15181 alliierten Soldaten. Diese Zahl ist eine recht genaue Annäherung, andere Quellen nennen etwas höhere oder niedrigere Zahlen.

## Folgen von Market Garden

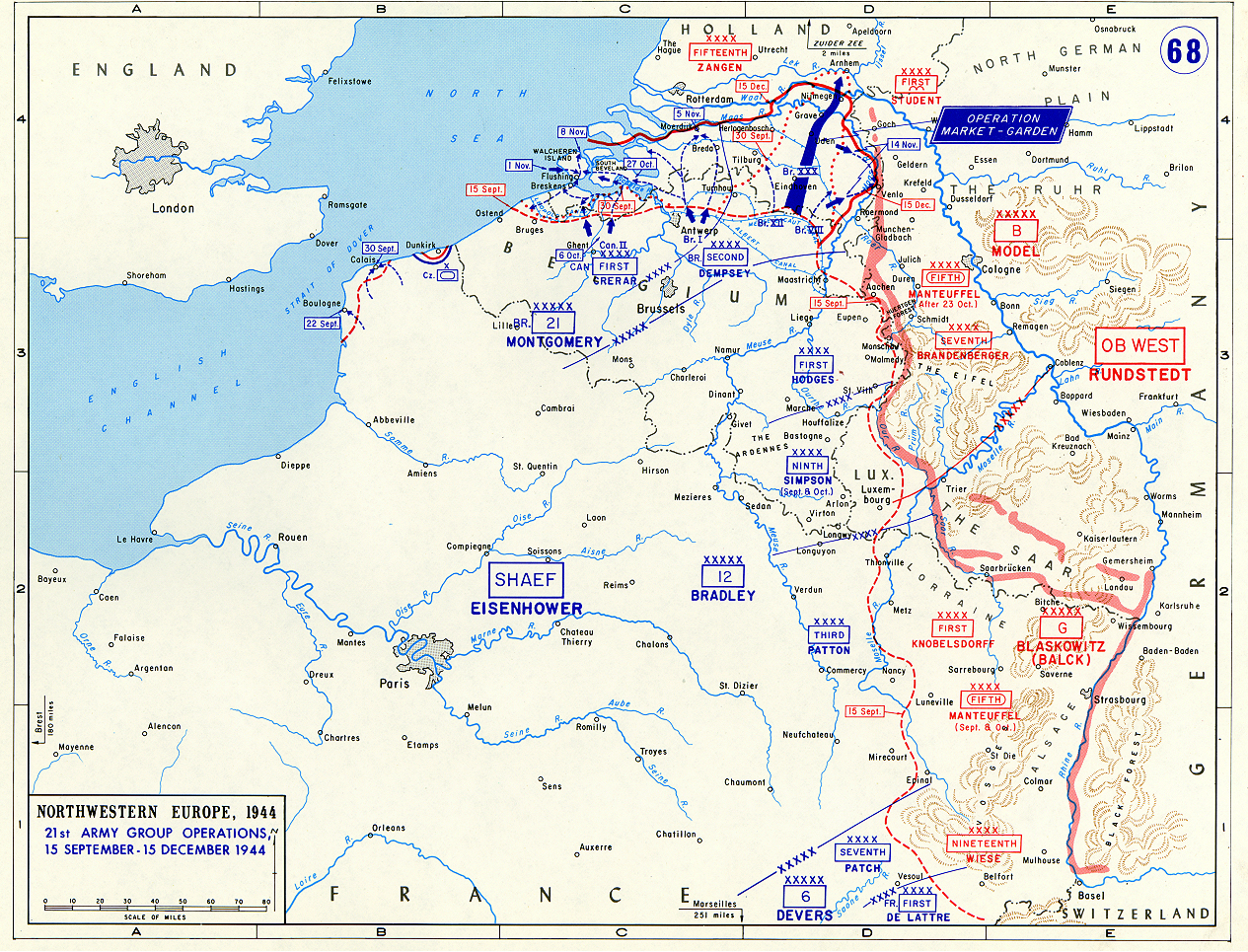
Die Westfront nach der Operation „Market Garden“

Wie in der Versailleskonferenz besprochen, galt das Hauptziel der Alliierten nach diesem Misserfolg dem Vordringen zum Rhein mit dem Ziel, ihn im Frühjahr zu überqueren. Dazu griff die 1. Kanadische Armee im Oktober die deutschen Truppen in der Schelde-Mündung an, damit Frachtschiffe mit Nachschublieferungen im Hafen von Antwerpen einlaufen konnten. Die Aktion war am 28. November 1944 beendet und kostete 30.000 Opfer. Parallel dazu fand weiter östlich die Operation Aintree zur Beseitigung des verbleibenden deutschen Brückenkopfes über die Maas statt.
Um die nun entstandenen zwei Fronten ausfüllen zu können, musste Montgomery die beiden amerikanischen Luftlandedivisionen bis zum November im Einsatz belassen, was ihnen viele zusätzliche Todesopfer einbrachte. Die Alliierten waren nun vorsichtiger in Bezug auf die deutschen Truppen, da sie erkannten, dass diese bei weitem noch nicht dem Zusammenbruch nahe waren. Ihre Operationen und ihre Aufklärung wurden nun wieder sorgfältiger und langfristiger geplant.
In den folgenden Kriegsmonaten wurde der Westen der Niederlande von Lebensmittel- und Kohlenlieferungen abgeschnitten. In diesem „Hongerwinter“ fanden mehr als 18.000 niederländische Zivilisten den Tod. Ursachen waren die Trennung des Landes durch die Frontlinie, das Einfrieren der Kanäle, der Eisenbahnerstreik und die daraufhin einsetzenden Repressalien der Deutschen, die alle Lieferungen in die Niederlande stoppten, während sie den für ihre eigene Versorgung nötigen Eisenbahnverkehr mit eigenen Kräften aufrechterhielten.
Da sich die Front nun weiter nach Norden verlagert hatte, wurden in der Folge weitere amerikanische und britische Einheiten von ihren ursprünglichen Standorten bei Aachen und aus dem Ardennengebiet dorthin verlagert, um den Kontakt zur 3. US-Armee zu halten. Damit ergab sich im Ardennenraum eine extreme Schwachstelle der Alliierten, die von den Deutschen erkannt und ausgenutzt wurde. Somit führten die Fehler der Operation Market Garden direkt zur deutschen Ardennenoffensive.

## Übersichtstabellen
| Operation Market im Überblick | Operation Market im Überblick | Operation Market im Überblick | Operation Market im Überblick |
| –                             | Durchgeführte Flüge           | Soldaten                      | Vorräte und Nachschub         |
| ----------------------------- | ----------------------------- | ----------------------------- | ----------------------------- |
| mit Fallschirmtruppen         | 1.293                         | 21.074                        | –                             |
| Gleiterflüge                  | 2.277                         | 18.546                        | –                             |
| Nachschubflüge                | 1.282                         | –                             | 4.595 t                       |
| Gesamt                        | 4.852                         | 39.620                        | 4.595 t                       |

| Verluste während Operation Market Garden  | Verluste während Operation Market Garden | Verluste während Operation Market Garden | Verluste während Operation Market Garden |
| –                                         | Alliierte                                | Deutsche                                 |                                          |
| ----------------------------------------- | ---------------------------------------- | ---------------------------------------- | ---------------------------------------- |
| Transportflugzeug- und Gleiterbesatzungen | 784                                      | –                                        |                                          |
| Bodenkämpfe                               | –                                        | –                                        |                                          |
| Briten                                    | 13.785                                   | –                                        |                                          |
| Amerikaner                                | 3.664                                    | –                                        |                                          |
| Polen                                     | 378                                      | –                                        |                                          |
| Gesamt                                    | 17.800*                                  | 8.000**                                  |                                          |

*die Anzahl der Opfer, inklusive Verwundeter und Vermisster liegt bei rund 17.200
**keine genauen Zahlen möglich, da unterschiedliche Angaben existieren

## Das ehemalige Kampfgebiet heute
In den Feldern und Wäldern rund um die umkämpften Städte und dem „Hell’s Highway“ werden bis heute immer wieder Überreste der Schlacht gefunden. Besonders im Raum westlich und südlich von Arnheim sind Funde von Kriegsrückständen keine Seltenheit. Munition aller Art, aber auch Überbleibsel aus den abgeworfenen Nachschubbehältern sowie manchmal sogar persönliche Gegenstände der Soldaten, die dort gekämpft hatten, finden sich im Areal. Eine Suche danach mit Metalldetektoren ist in den Niederlanden nicht erlaubt, da die Gefahr durch Explosionen von Blindgängern zu groß ist.
In einer Scheune bei Nimwegen wurde erst 2001 hinter Brettern die sehr gut erhaltene Uniform eines Soldaten der 101. US-Luftlandedivision gefunden.

### Denkmale

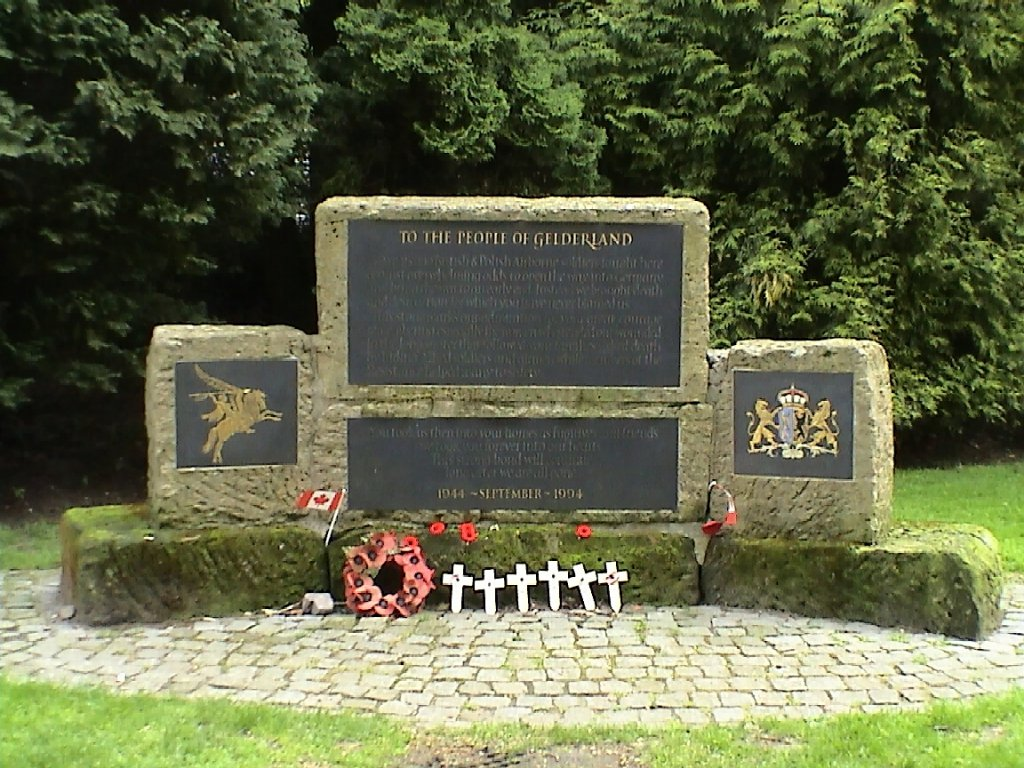
Monument der britischen 1. Luftlandedivision in Oosterbeek

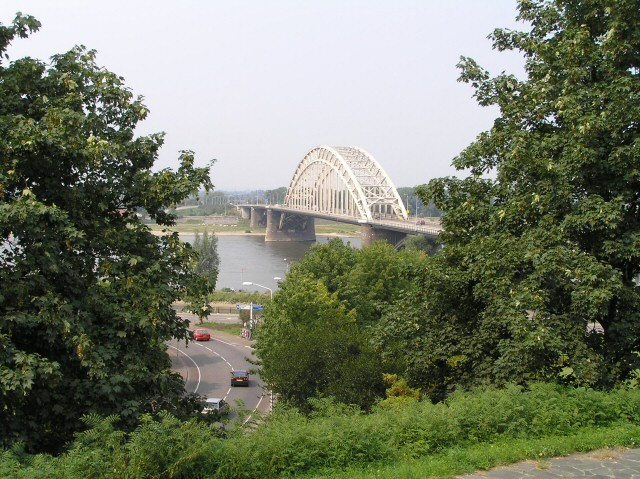
Die Waalbrücke in Nimwegen heißt heute James-Gavin-Brücke

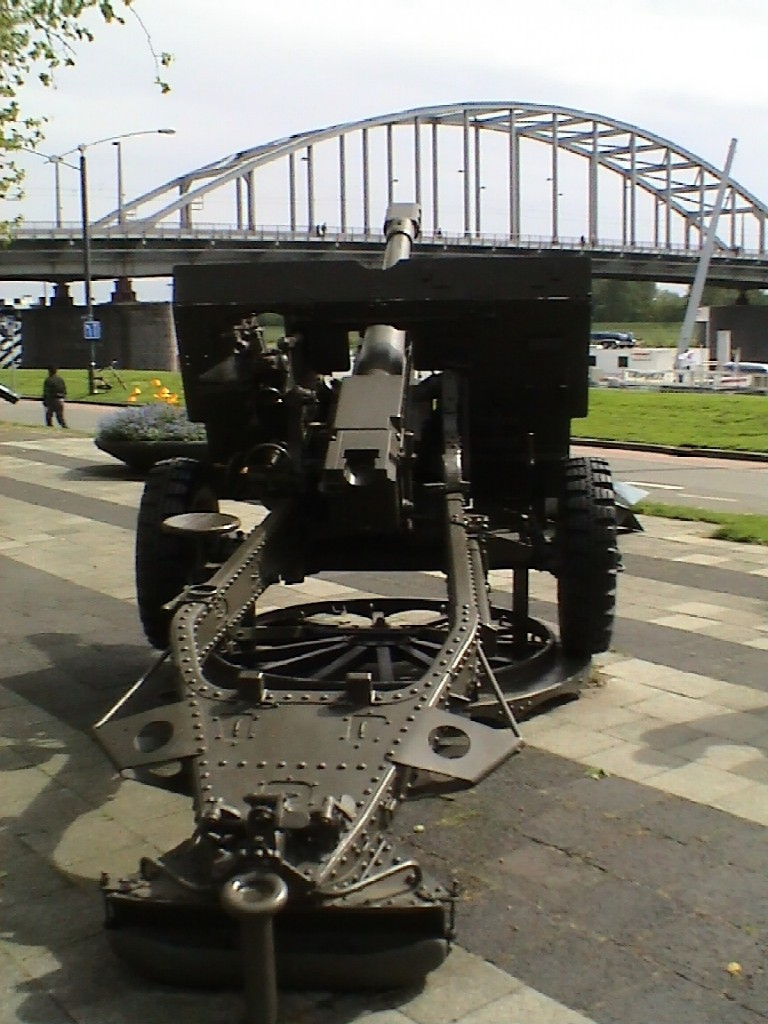
Artilleriegeschütz nahe der John-Frost-Brücke in Arnheim

#### Gedenkstätten
- Denkmal der britischen 1. Luftlandedivision in Oosterbeek beim Airborne Museum Hotel Hartenstein (To the people of Gelderland)
- Airborne Monument in Oosterbeek gegenüber dem Airborne Museum
- Monument auf dem Airborne Friedhof in Oosterbeek
- Deutscher Soldatenfriedhof IJsselstein[8]
- Erinnerungsgarten in Arnheim am Nederrijn bei der John Frost Brug
- Monument in Driel für die kanadischen und britischen Pioniere
- Monument Crossroads in Heelsum
- Gedenkmonumente in Groesbeek und einige andere in kleineren Städten
- Airborne Monument in Veghel

#### Museen
- Airborne Museum im Hotel Hartenstein in Oosterbeek[9]
- Arnheim War Museum 40 – 45 im Stadtteil Schaarsbergen[10]
- Nationales Befreiungsmuseum 1944–1945 in Groesbeek[11]
- Airborne Museum in Aldershot

#### Gebäude und Straßen
- Arnheim
  - John Frost Brug
  - Airborne plein
- Oosterbeek
  - Generaal Urquhartlaan
- Renkum
  - Airborneweg
  - Hicksweg
  - Hacketweg
- Driel
  - Polenplein
  - Sosabowskiplein
- Groesbeek
  - Generaal Gavinstraat mit dem Monument Generaal Gavinstraat
  - Parachutistenstraat
- Grave
  - Airborneplein
- Nimwegen
  - General James Gavinweg
- Veghel
  - Taylorweg
  - Eisenhowerweg
  - Corridor

## Medien
- Filme und Fernsehserien:
  - Die Brücke von Arnheim / A Bridge Too Far (1977)
  - Theirs is the glory / Men of Arnheim (1946)
  - DVD, Arnheim – A Bridge Too Far: the True Story, 2004
  - Folge 4: Die Neuen der Serie Band of Brothers – Wir waren wie Brüder
- PC- und Videospiele:
  - Arnhem: The ‘Market Garden’ Operation
  - A Bridge Too Far (Close-Combat-Serie)
  - Brothers in Arms: Hell’s Highway
  - Company of Heroes: Opposing Fronts (Kampagne der Panzerelite)
  - Operation Market Garden: Drive on Arnheim
  - Battlefield 1942
  - Medal of Honor Airborne
  - Wolfenstein: Enemy Territory: Market Garden ET (Custom Map)
  - Squad 44 – The bloody Seventh